# Vendée Globe
Cet article concerne la course autour du monde en solitaire et en monocoque. Pour la course en équipage et tout type de voilier, voir Trophée Jules-Verne.
Le Vendée Globe, initialement le Vendée Globe Challenge, parfois surnommé « l'Everest des mers » pour sa difficulté, est une course à la voile, autour du monde, en solitaire et sans escale ni assistance, qui oppose des voiliers monocoques de la classe 60 pieds IMOCA. Le départ et l'arrivée de la course, qui fait le tour de l'Antarctique par l'est, ont lieu aux Sables-d'Olonne en Vendée (France).
Créée par Philippe Jeantot, l'épreuve se déroule tous les quatre ans et s'est courue en 1989, 1992, 1996, 2000, 2004, 2008, 2012, 2016, 2020 et 2024 pour la dixième édition. Elle est organisée depuis 2004 par la SAEM Vendée. Michel Desjoyeaux en a remporté deux. Jean Le Cam en a disputé six. Elle a rassemblé entre 13 participants en 1989 et 40 en 2024.
Depuis sa création, le vainqueur remporte la course avec en moyenne 5 jours de moins que la saison précédente. Le record est détenu par Charlie Dalin (Macif santé prévoyance) en effectuant le trajet en 64 jours, 19 heures, 22 minutes et 49 secondes durant l'édition 2024-2025, soit 10 jours de moins que le record précédent. Les concurrents les plus lents peuvent mettre plus de 150 jours.

## Historique

### Genèse

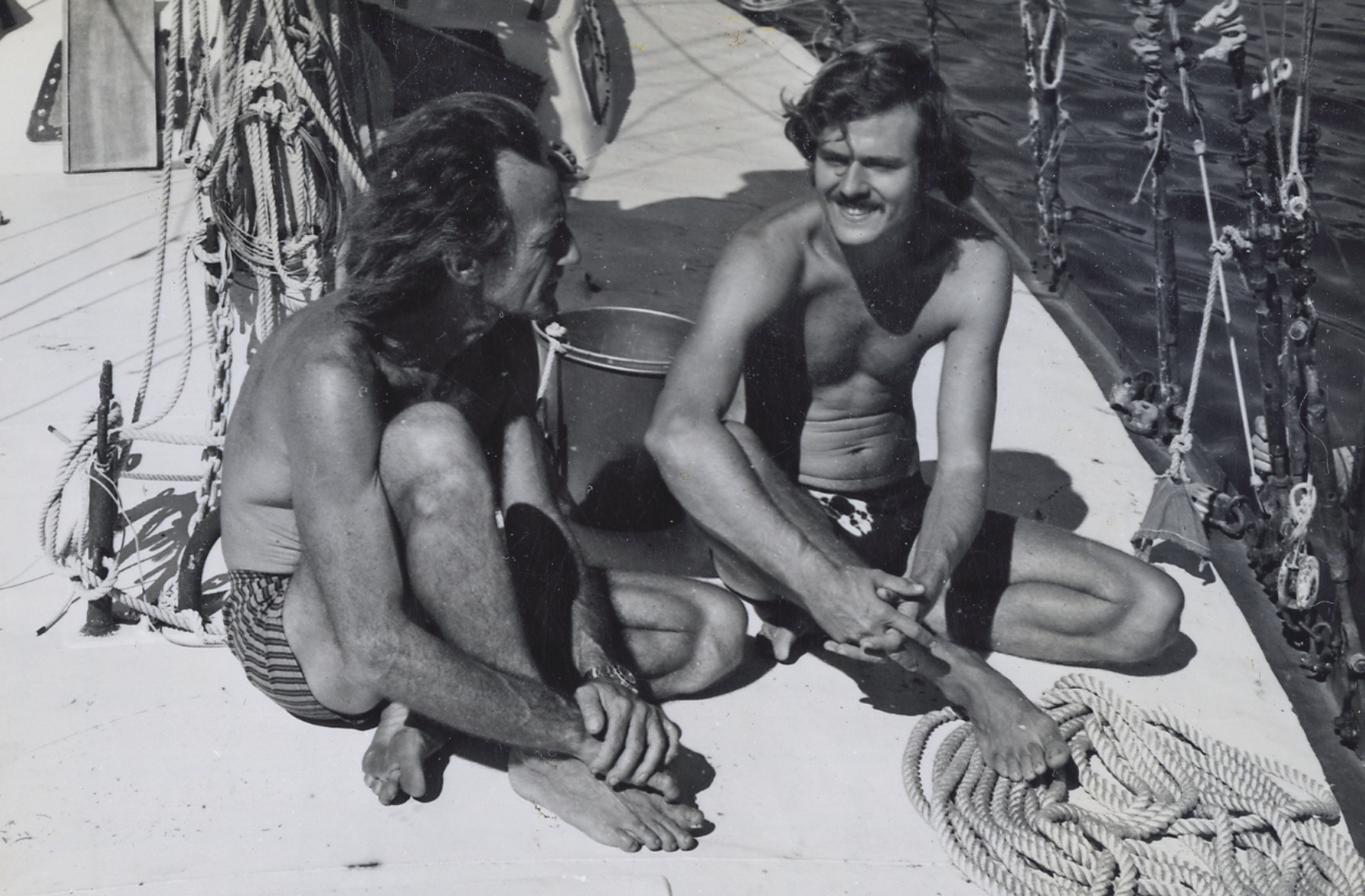
Bernard Moitessier avec William Rodarmor, son traducteur de La Longue Route.

Le premier tour du monde en voilier en solitaire est réalisé par l'Américain Joshua Slocum qui boucle son périple en 1898 après trois ans de circumnavigation sur son Spray. L'exploit est reproduit en 1921 par son compatriote Harry Pidgeon (en) sur son Islander (en), puis en 1926 par le Français Alain Gerbault sur le Firecrest et en 1942 par l'Argentin Vito Dumas sur le Legh II et enfin l'Australien Bill Nance sur le Cardinal Vertue en 1965. En 1967, le Britannique Francis Chichester se lance sur les flots dans l'intention de réaliser un record et son défi a pour la première fois un retentissement médiatique. À bord de Gipsy Moth IV, l'anglais met 226 jours, hors une escale à Sydney, pour effectuer le tour du monde.
Les courses au large de voiliers menées en solitaire se limitent à cette époque à des traversées océaniques. Le journal britannique The Sunday Times organise en 1968 le Golden Globe Challenge, première course autour du monde en solitaire sans escale. Neuf concurrents relèvent le défi mais seul l'Anglais Robin Knox-Johnston boucle le parcours en 313 jours avec son Suhaili. Le navigateur français Bernard Moitessier, qui est en tête alors qu'il aborde l'océan Pacifique sur son robuste yacht Joshua, décide d'abandonner mais consigne son aventure dans un ouvrage, La Longue Route, qui marque toute une génération de passionnés de voile en France,.

Les premiers « circumnavigateurs solitaires »
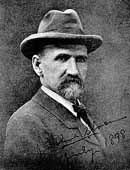
Joshua Slocum
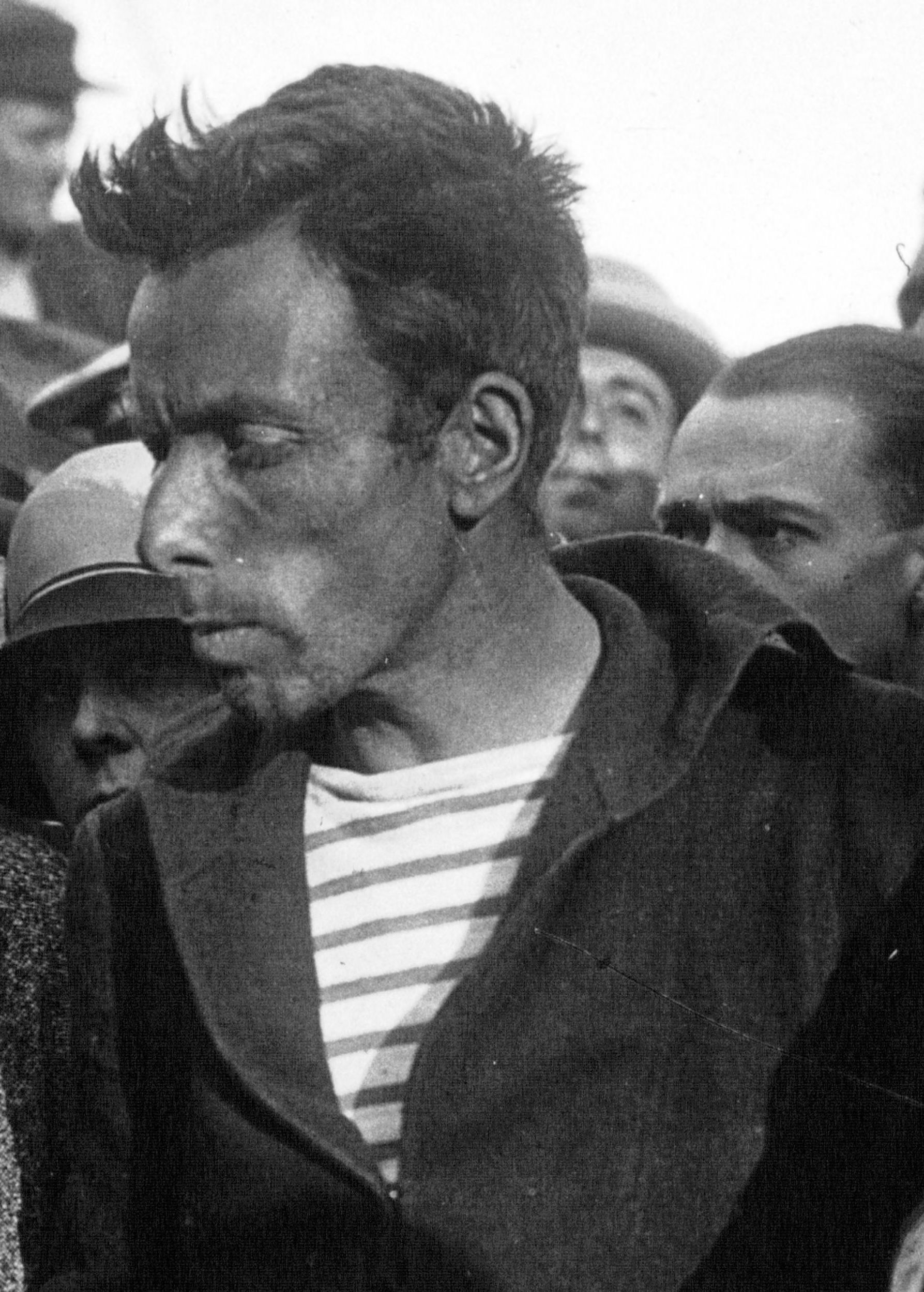
Alain Gerbault
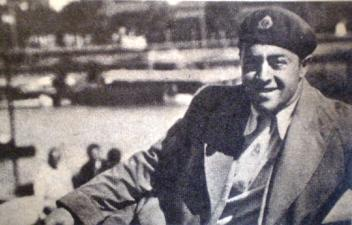
Vito Dumas
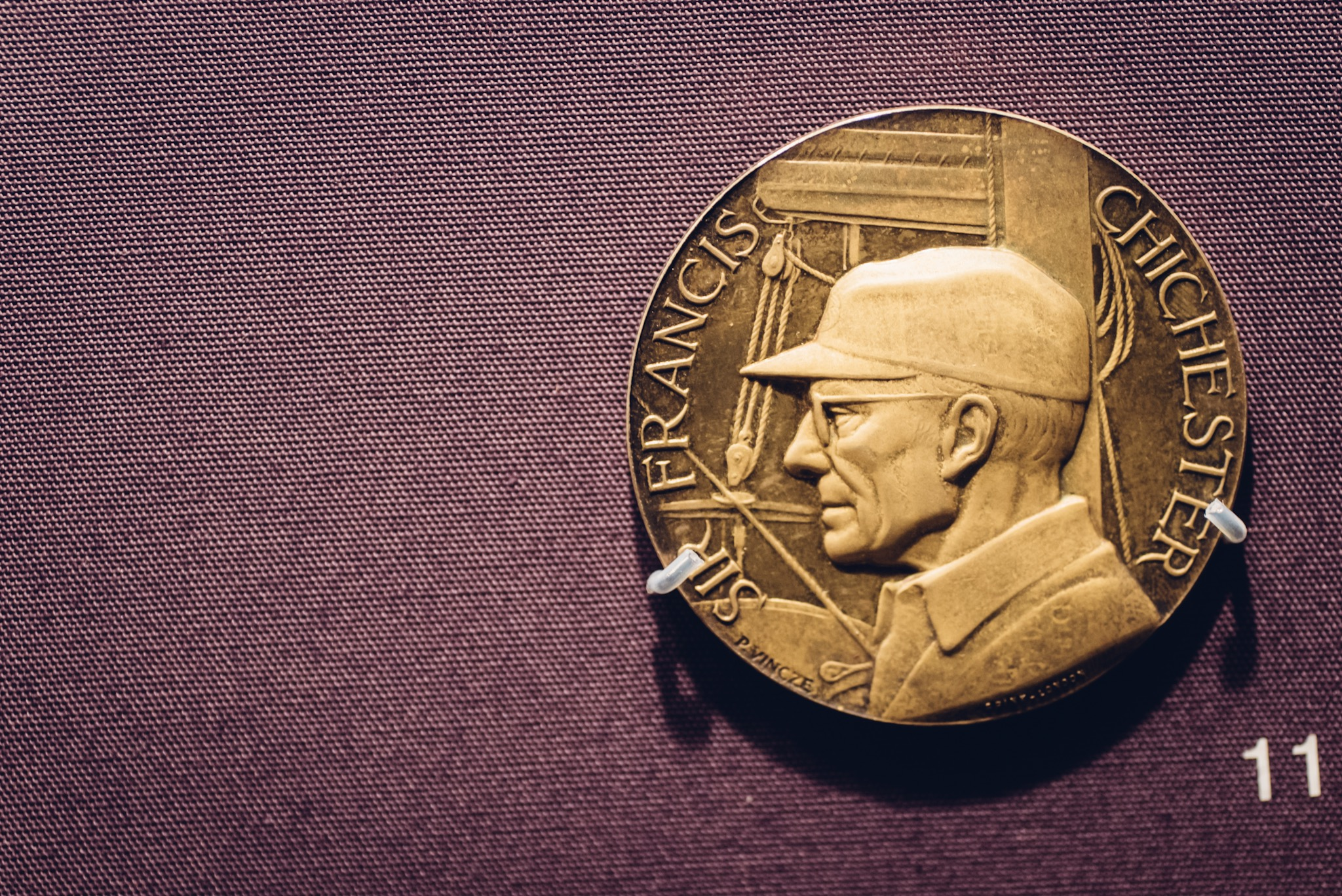
Francis Chichester
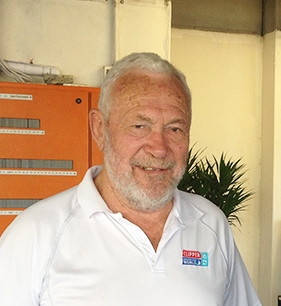
Robin Knox-Johnston

Fin juin 1979, à Newport (États-Unis), est défini le concept d'une course autour du monde en solitaire avec escales (Newport, Le Cap, Sydney, Rio de Janeiro, Newport) dont la première édition, nommée BOC Challenge, a lieu en 1982. Philippe Jeantot la gagne en remportant toutes les étapes ; il remporte aussi la deuxième édition le 7 juin 1987.
Plusieurs des participants français du BOC Challenge, dont Jean-Yves Terlain, Titouan Lamazou et Jean-François Coste, se concertent pour lancer un projet de course en solitaire et sans escale afin de limiter les budgets en supprimant le déplacement des équipes qui amenaient du matériel à chaque étape du BOC et de rendre ainsi la course plus extrême. Mais c'est Philippe Jeantot, seul, qui annonce l'organisation de la course lors d'une conférence de presse le 28 janvier 1988 à Paris : il affirme que le départ de son « Globe Challenge » sera donné le 26 novembre 1989 aux Sables-d’Olonne. Jeantot crée sa société « Philippe Jeantot Organisation » le 6 avril 1988 pour gérer l'évènement, et la première mouture du règlement sort en juillet 1988.

En juin 1989, l'avis de course n'est toujours pas diffusé ; Jeantot, qui table sur un budget de 20 millions de francs (5 millions d’euros de 2021), peine à trouver des sponsors. Il fait appel à ses relations nouées durant sa carrière de coureur, et parvient finalement in extremis à boucler le budget ramené à 5 millions de francs. Celui-ci est pris en charge majoritairement par le département de la Vendée, la ville des Sables-d'Olonne, le Crédit agricole et la société vendéenne Fleury Michon. À la demande des sponsors, la course est renommée « Vendée Globe Challenge ». Le logo, un pannonceau sponsorisé par Europe 1, en lettres capitales blanches sur fond bleu entourant une mappemonde présentant le tracé de la course, annonce : 

« VENDÉE GLOBE 
89/90 SOLO [dessin de la mappemonde] NON-STOP 
CHALLENGE 
LES SABLES → LES SABLES »

La course doit se disputer à bord de bateaux dont la longueur maximale est fixée à 60 pieds (18,28 mètres) ce qui correspond à celle des bateaux engagés à l'époque dans la classe I du Boc Challenge et de la Transat anglaise. À compter de 1991, des contraintes supplémentaires sont ajoutées définissant la classe des 60 pieds IMOCA. Le départ et l'arrivée doivent avoir lieu aux Sables-d'Olonne, qui a aménagé son port de plaisance pour accueillir les bateaux des concurrents. La date de départ retenue se situe au mois de novembre pour bénéficier de conditions météorologiques clémentes dans l'hémisphère sud (été austral) et un dimanche pour profiter d'un bonne couverture médiatique. Le comité chargé de l'organisation de la course est installé sur une péniche mouillée à Paris pour faciliter les contacts permanents avec les médias nationaux et internationaux. En effet, Jeantot a compris que le succès de la course passait par les médias. Dans un premier temps il tente d'imposer la collecte des films tournés à bord par les marins à plusieurs points du parcours (cap Horn...) pour alimenter les médias avec des images, ce qui crée des contraintes de navigation rejetées à l'unanimité par les skippers.
Finalement, la diminution du budget entraîne l'abandon de cette idée. Tous les bateaux embarquent une balise Argos qui permet au marin de lancer un signal de détresse relayé en quelques minutes jusqu'aux centres de secours et fournit la position des voiliers aux organisateurs, lesquels peuvent communiquer quotidiennement à la presse et au public un classement actualisé.

### Premières éditions
La course, initialement baptisée Globe Challenge par Philippe Jeantot en référence à la fois au Golden Globe Challenge et au BOC Challenge qu'il a remporté deux fois, devient à la demande de Philippe de Villiers le Vendée Globe Challenge pour la première édition (1989-1990), puis le Vendée Globe Les Sables-d'Olonne lors des éditions suivantes. À partir de le 5e édition et de la prise en main de la course par la SAEM Vendée, la mention des Sables-d'Olonne est réduite dans le visuel et un bandeau dans le bas du logo mentionne le nom des trois partenaires principaux, le département de la Vendée, la ville des Sables-d'Olonne et l'entreprise vendéenne Sodebo. Le visuel de la région des Pays de la Loire apparaît dans le logo de l'avis de course de l'édition 2020-2021 et disparaît lors de la dixième édition 2024-2025.

Logo de la 1re édition 1989-1990.
Logo de la 2e édition 1992-1993 .
Logo de la 3e édition 1996-1997.
Logo de la 4e édition 2000-2001.
Logo de la 5e édition 2004-2005.
Logo de la 6e édition 2008-2009.

Au fil des années, l'implication de l'industrie nautique française devient de plus en plus importante et les sponsors (banques, assurances, industrie alimentaire) fournissent d'importants financements. Le Vendée Globe représente ainsi d'énormes enjeux économiques pour la région, l'industrie nautique (soit 6 à 10 % de l'industrie vendéenne), le port et la ville des Sables-d'Olonne (attractivité et tourisme).
Boudée par les participants d'autres nations, le Vendée Globe reste la course la plus médiatisée en France, où elle apparaît comme l'évènement majeur de la voile sportive, auprès des passionnés de voile et du grand public. Les retombées médiatiques sont ainsi analysées comme importantes et bénéfiques pour les principaux sponsors, qui investissent de 2 à 4 millions d'euros pour chaque participant (budget sur 3 ans, pour le bateau, l'équipe et la communication). Le Vendée Globe est ainsi très populaire en France et véhicule des valeurs jugées positives, se démarquant d'autres compétitions de voile (Coupe de l'America, voile olympique) ignorées des Français. Le Vendée Globe est ainsi suivi par des milliers de journalistes, et donne lieu en France à des centaines d'heures de télévision et radio, et des milliers d'articles dans la presse. Étant la seule course à la voile autour du monde en solitaire et sans escale le Vendée Globe est parfois décrit dans les médias français comme « L'Everest des mers ».
L'implication des architectes et de l'industrie nautique française dans la conception de bateaux destinés à la course autour du monde a créé un savoir-faire technique pour les classes open. L'architecture des voiliers 60 pieds IMOCA, qui sont par ailleurs engagés sur d'autres courses océaniques (route du Rhum…), évolue rapidement en tirant des leçons des résultats de chaque édition. Pour améliorer leurs performances, les architectes introduisent successivement les carènes en forme de luge, la quille pendulaire, le cockpit ouvert dans lequel toutes les manœuvres sont ramenées, les dérives latérales qui sont progressivement remplacées dans les éditions suivantes par les foils. La vitesse des voiliers augmente rapidement avec un temps record qui passe de 109 à 65 jours.

### Organisation à partir de 2004
Fin 2002, la société organisatrice Sail Com de Philippe Jeantot est placée en liquidation judiciaire. Le Vendée globe est menacé. Les Vendéens, emmenés par Philippe de Villiers, se battent pour sa survie et parviennent à éviter la disparition de la course. Depuis, la course est gérée par la SAEM Vendée, dont le capital est contrôlé à 85 % par le secteur public : le département de la Vendée, la ville des Sables d'Olonne, la région des Pays de la Loire et une trentaine d'entreprises locales. Le budget, qui est de 16 millions d'euros en 2020 (12,3 millions en 2016), est pris en charge pour 25 % par le département suivi par la société Sodebo avec le même ordre de grandeur, la ville des Sables-d'Olonne (10 %) ; le solde est fourni par d'autres partenaires privés ou publics ainsi que par les retombées commerciales.
La direction de course est confiée à Jacques Caraës pour l'édition 2021 puis Hubert Lemonnier en 2024.

## Parcours

La route du Vendée Globe.

Les marins du Vendée Globe font le tour de la Terre d'ouest en est, en partant des Sables-d'Olonne pour y revenir. Le parcours a une longueur théorique de 40 075 kilomètres soit 21 638 milles nautiques en ne tenant pas compte de la zone d'exclusion introduite pour éviter les icebergs et des options prises par les coureurs pour optimiser leur course face aux contraintes météorologiques. Lors des dix éditions du Vendée Globe, certains concurrents ont ainsi parcouru parfois plus de 28 000 milles (soit quasiment 52 000 kilomètres). En tenant compte des contraintes liées à la zone d'exclusion antarctique, la longueur théorique du parcours du Vendée Globe 2020-2021 est initialement de 24 410,89 milles, soit environ 45 000 km.

### Lignes de départ et d'arrivée
La ligne de départ et celle d'arrivée sont situées en baie des Sables-d'Olonne. Les concurrents, appontés à Port Olona, rejoignent, dans un ordre donné par la direction de course, la ligne de départ en pleine mer, après avoir remonté à marée haute le chenal entre La Chaume et Les Sables, et se placent sur la ligne délimitée au large par le comité pour attendre le signal du départ, et parfois le vent. La ligne d'arrivée est marquée par la balise Nouch sud, laissée à bâbord, qui signale les deux hauts-fonds Nouch et Noura situés à proximité du chenal et le bateau blanc du comité ancré en droite ligne, juge des arrivées. Lorsque les conditions météorologiques sont défavorables et rendent l'approche des côtes dangereuse, la « ligne tempête » mise en place plus au large fait office de ligne d'arrivée. La ligne d'arrivée est fermée à une heure correspondant au temps du dernier concurrent de l'édition précédente.

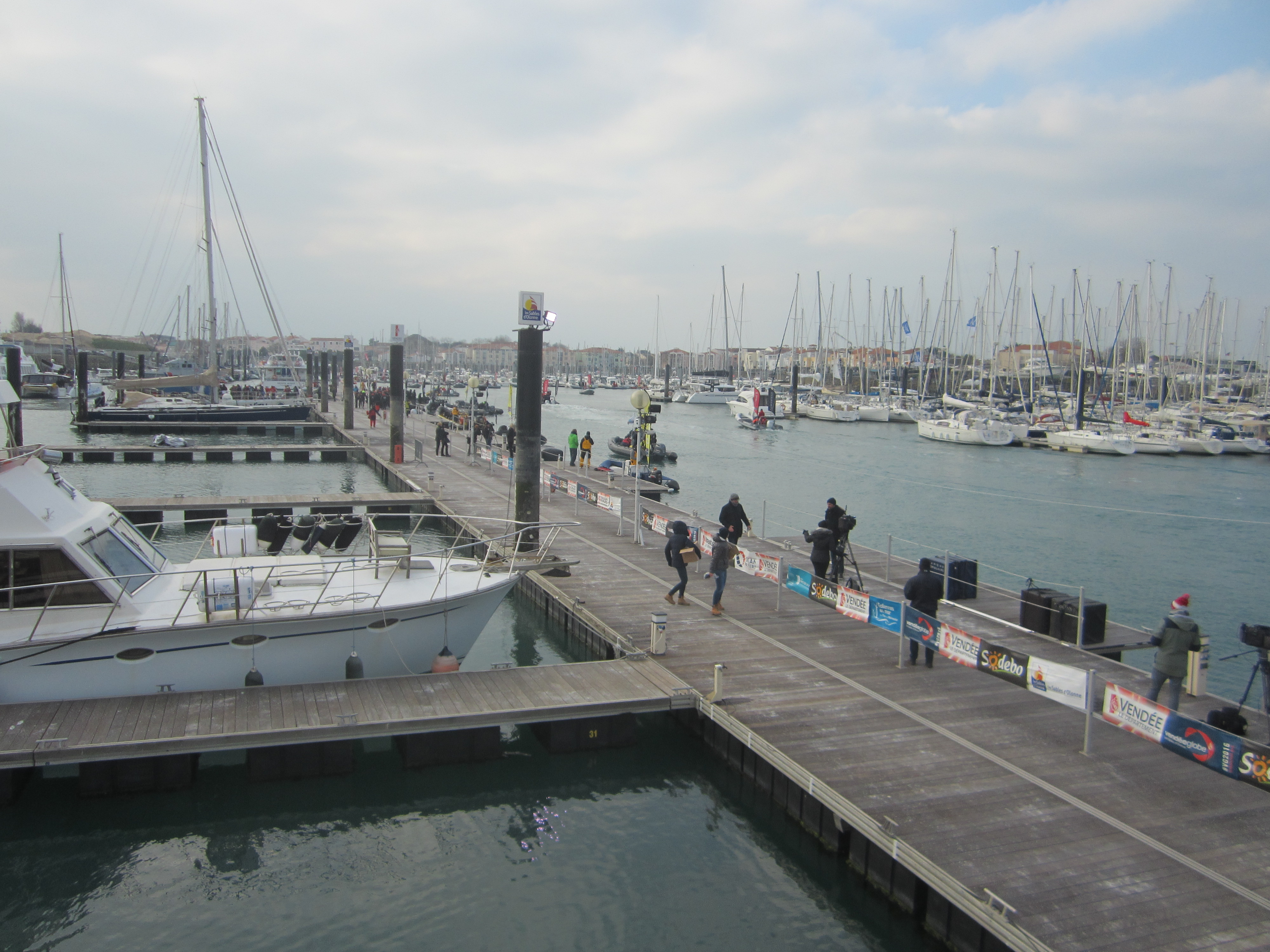
Ponton du Vendée Globe à Port Olona
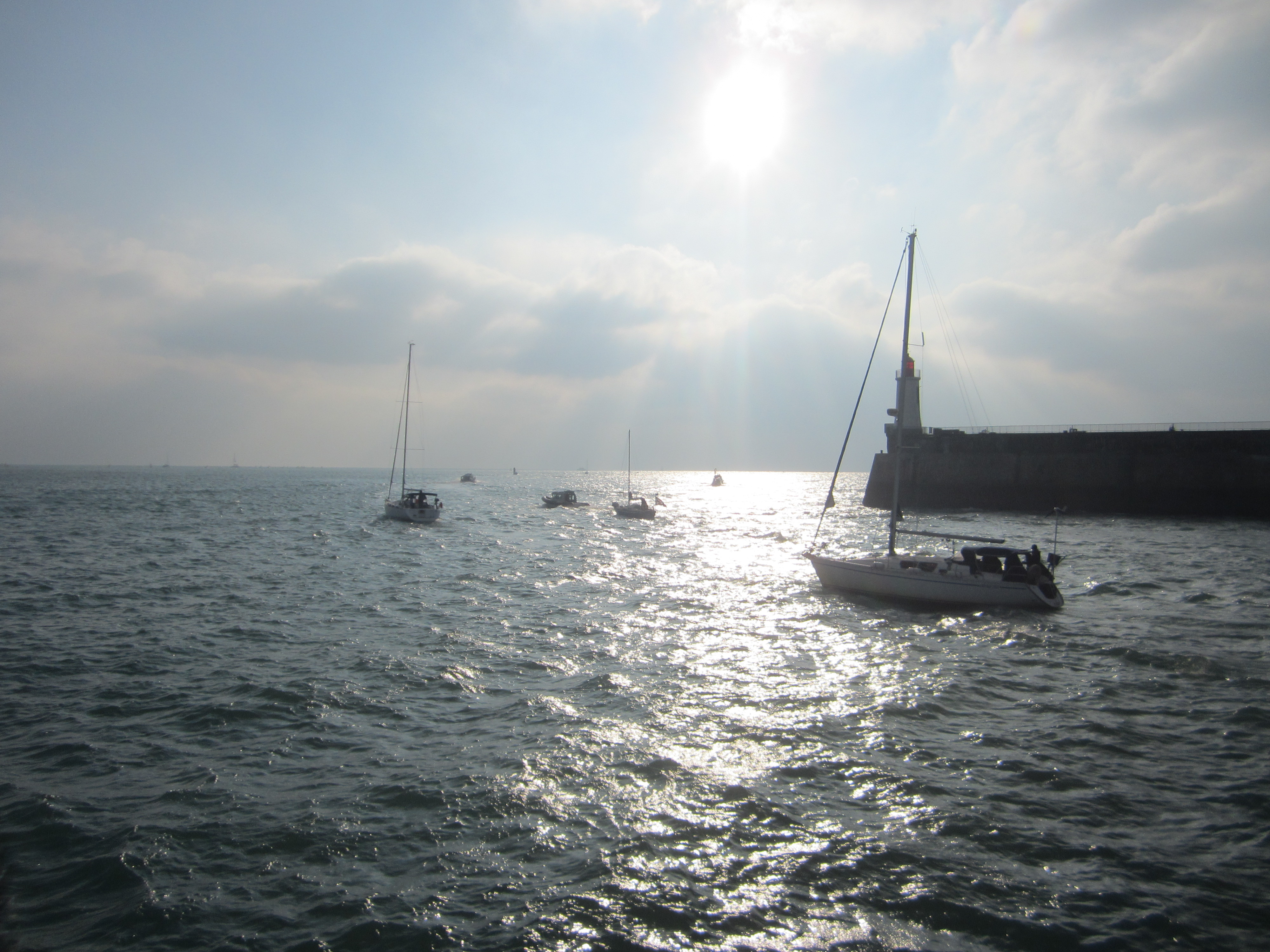
Sortie du chenal
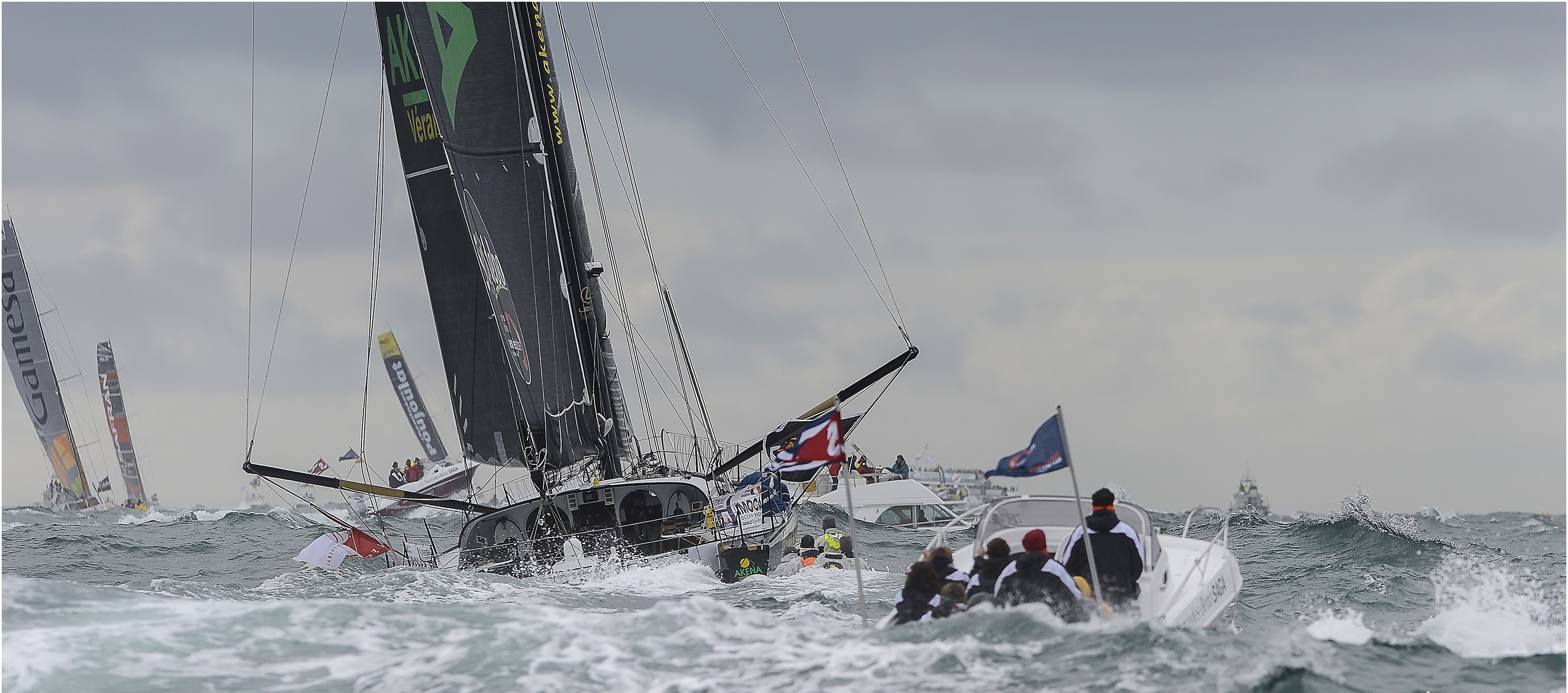
Imocas et bateaux accompagnateurs à proximité de la ligne de départ en 2012
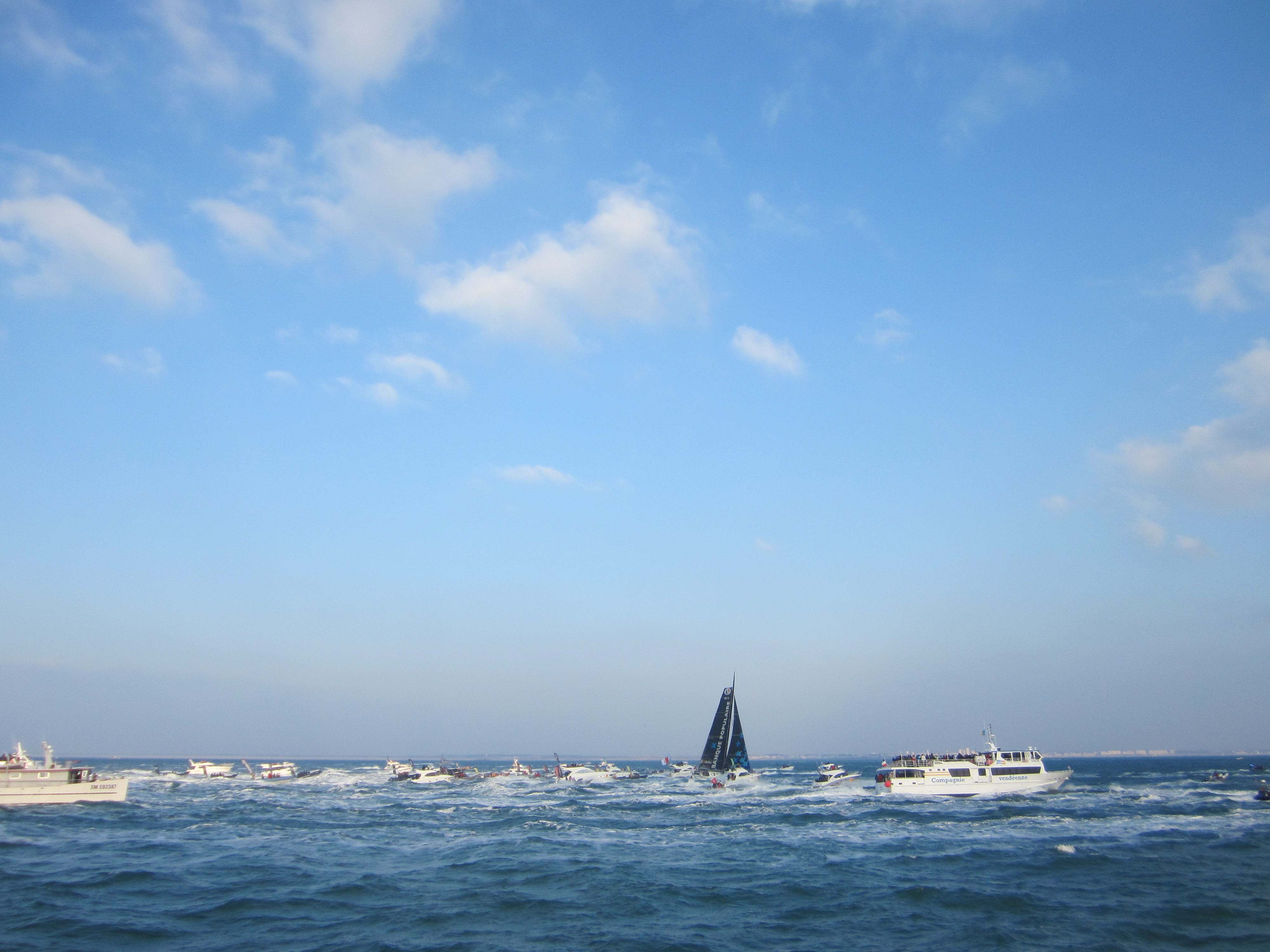
Arrivée d'Armel Le Cléac'h en 2017

### Marques de parcours
(octobre 2024).
Les coureurs doivent respecter des marques de parcours particulièrement simples et naturelles. Ils doivent laisser sur bâbord (à gauche) les trois caps que sont le cap de Bonne-Espérance, le cap Leeuwin et le cap Horn. Pour l'édition 2020, les concurrents sont tenus de respecter le dispositif de séparation du trafic (DST) entre le cap Finisterre et les Canaries. Ils doivent en outre éviter, le long des côtes mauritaniennes, une zone présentant des risques de piraterie.

#### Descente de l'Atlantique
L'épreuve commence par une descente vers le sud de l'océan Atlantique qui leur fait d'abord traverser le golfe de Gascogne, souvent agité par des dépressions d'ouest (le départ a lieu en novembre donc à la mauvaise saison en Europe), avant d'atteindre la zone des alizés plus favorable. Les coureurs traversent ensuite, au niveau de l'équateur, la zone de convergence intertropicale (pot au noir), une zone de calme aux contours variables et difficilement prévisibles située entre le Brésil et l'Afrique. Plus au sud, ils retrouvent une région plus ventée mais doivent éviter l'anticyclone de Sainte-Hélène, zone de vent faible qui s'étale largement entre l'Amérique du Sud et l'Afrique. Ils passent le cap de Bonne-Espérance et s'engagent dans l'océan Indien.

#### Traversée des cinquantièmes hurlants
La partie la plus difficile de la course débute lorsque les voiliers atteignent la latitude des quarantièmes rugissants puis celle des cinquantièmes hurlants. Ces régions sont balayées en permanence par des dépressions très creuses qui lèvent des mers particulièrement fortes car aucune terre ne bloque les vagues. Le courant des Aiguilles, au niveau de la pointe sud de l'Afrique, vient accroitre la dangerosité de la mer en accentuant la hauteur des vagues, tandis que la cordillère des Andes contribue à creuser les dépressions dans la région du cap Horn. Les voiliers doivent rester à ces latitudes en traversant d'ouest en est l'océan Indien puis l'océan Pacifique par le sud de l'Australie, tout en longeant à une certaine distance l'Antarctique.
Facteur aggravant en cas de naufrage ou d'accident grave : la zone traversée est très éloignée des terres habitées et il n'y passe pratiquement aucun trafic maritime. Les humains les plus proches du point Nemo sont les astronautes de la station spatiale internationale. Les voiliers en course sont hors de portée de secours héliportés et les marins ne peuvent compter sur le détournement d'un cargo ou d'un navire de pêche pour leur porter secours. Les bateaux naviguent toutefois cette région dans des conditions relativement favorables : c'est l'été dans l'hémisphère sud et ils naviguent généralement au portant car dans les dépressions les vents sont de secteur ouest.

#### Zone d'exclusion antarctique (ZEA)

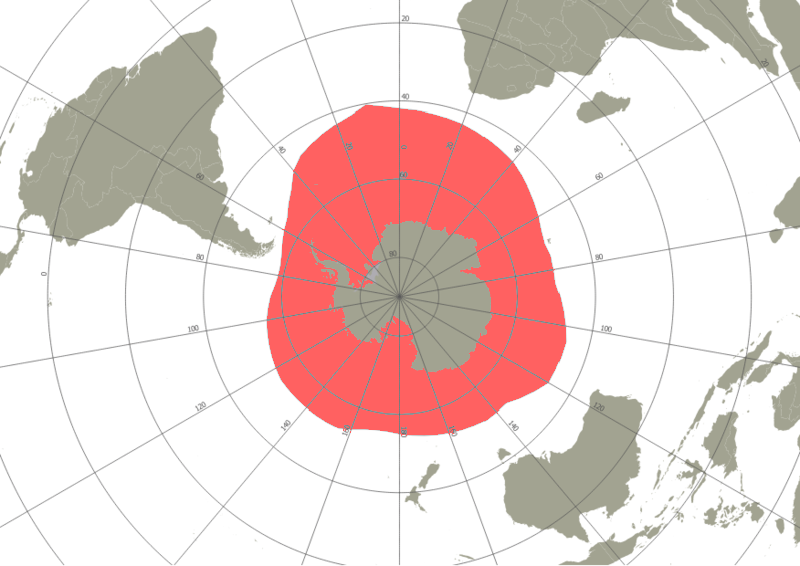
La zone d'exclusion antarctique, interdite aux concurrents.

Lorsqu'ils sont aux latitudes les plus au sud, les coureurs peuvent choisir, pour gagner du temps dans certaines configurations météorologiques, de s'approcher de l'Antarctique. Mais ils prennent alors le risque d'une collision avec les nombreux icebergs ou growlers (petits morceaux d'iceberg à peine visibles) qui se détachent de la banquise. Le radar, dont sont généralement équipés les bateaux, ne permet pas toujours de les détecter et une veille visuelle permanente, de toute façon inefficace de nuit, est impossible en solitaire. En cas de collision dans ces régions éloignées de toute terre habitée, les marins ne peuvent compter que sur leurs concurrents les plus proches pour les secourir. Dans les premières éditions, aucune règle n'est définie pour éviter ce risque. Par la suite, la direction de course, d'édition en édition, définit des consignes de course de plus en plus raffinées pour réduire la probabilité d'une collision. Depuis l'édition 2012, les coureurs sont dans l'obligation d'éviter la zone d'exclusion antarctique (ZEA) définie par le comité de course à partir de relevés satellites identifiant la présence d'icebergs via la température de l'eau et de l'air et des observations effectués par les bateaux sur zone. Cette zone interdite est définie par 72 points reliés entre eux, distants d'environ 5° de longitude. Les points peuvent presque tous être déplacés avant et pendant la course en fonction de la « montée » ou du « retrait » des glaces. Toutefois, la direction de course informe du déplacement d'un point avant qu'un concurrent ne soit à 1 500 milles de ce point,.

#### Remontée de l'Atlantique
Après avoir franchi le cap Horn, les voiliers entament la remontée de l'océan Atlantique en coupant leur trajectoire aller avant de retrouver l'hémisphère nord. Ils rencontrent à nouveau tous les obstacles météorologiques qu'ils ont connus durant la descente. Avant d'arriver aux Sables-d'Olonne, ils doivent généralement affronter les tempêtes qui à cette période (janvier/février) sont les plus sévères de l'année.

## Règlement
Le Vendée Globe est une course en solitaire, sans escale et sans assistance. Ces termes sont définis par le règlement de l’organisation :

### En solitaire
Le concurrent ne peut embarquer aucune autre personne sur le bateau, sauf en cas d'urgence avérée, par exemple le naufrage d'un autre concurrent. Lors de la troisième édition, Pete Goss a sauvé Raphaël Dinelli en l'accueillant à son bord et en le déposant à Hobart. De même durant la sixième édition, Vincent Riou a secouru Jean Le Cam, chaviré non loin du cap Horn. Durant la neuvième édition, Jean Le Cam a secouru Kevin Escoffier.

### Sans escale
Les concurrents ne peuvent mettre pied à terre au-delà de la limite de la plus grande marée haute. Lors du Vendée Globe 2000, Yves Parlier a effectué une réparation de son bateau en s'abritant dans une crique. Il a pu rejoindre la terre sans dépasser la limite des plus hautes marées afin de déséchouer son bateau et de pêcher des moules géantes. Après avoir remâté, il est reparti en course. Il est toutefois possible pour un concurrent connaissant une avarie de retourner aux Sables-d'Olonne et de refranchir la ligne de départ, dans une limite de 10 jours après le départ officiel. Ainsi lors de l'édition 2008, Michel Desjoyeaux était revenu réparer un problème électrique et de ballast avant de repartir avec 40 heures de retard, ce qui ne l'empêcha pas de remporter l'épreuve.

### Sans assistance
L’assistance médicale ne peut prendre la forme que d'un conseil à distance pour aider un concurrent à se soigner : lors de l'édition de 1992, Bertrand de Broc s'est recousu la langue à l'aide d'un miroir et avec les conseils du docteur Chauve, médecin de la course. L'intervention directe d'un médecin à bord est interdite, de même que tous les conseils à distance qui visent à améliorer les performances d'un skipper. En cas d'urgence, cependant, un concurrent peut être autorisé à recevoir des médicaments d'une tierce personne.
L’assistance matérielle ou technique est strictement interdite. Les concurrents ne peuvent accoster d'autres navires ou se faire ravitailler, sauf aux Sables-d'Olonne dans les conditions détaillées plus haut. Les communications sur des problèmes techniques sont néanmoins autorisées avec l'architecte naval, le maitre voilier ou l'informaticien.
Le routage est interdit. La direction de course transmet chaque jour aux concurrents un bulletin météo et des fichiers numériques de champs de vent, ainsi qu'une analyse (images satellites et fronts) deux fois par jour. Les skippers peuvent également accéder à des informations complémentaires, gratuites ou payantes, dans la mesure où celles-ci sont accessibles à tous les concurrents et ne comportent pas d'analyse ou de conseils personnalisés.

### Pénalités en cas de non-respect du parcours
En cas de franchissement du « mur des glaces », les concurrents du Vendée Globe peuvent réparer leur faute en revenant sur le point de franchissement ou plus à l’ouest. Dans le cas contraire, la pénalité définie par le jury international pourra aller de vingt-quatre heures à la disqualification.

### Voilier type 60 pieds IMOCA
Les coureurs naviguent à bord de voiliers dont les caractéristiques répondent à une jauge unique définissant la longueur et certaines autres caractéristiques. Les 60 pieds IMOCA sont une classe de voiliers monocoques de 60 pieds, soit 18,288 mètres (longueur hors tout), conçus pour les courses océaniques en solitaire ou en double, comme la Route du Rhum et le Vendée Globe, auquel leur développement est intimement lié. Il s'agit d'une classe ouverte, c'est-à-dire que tout ce qui n'est pas défini par les règles de jauge est autorisé. Cette jauge, dont l'évolution est définie depuis 1991 par l'International Monohull Open Class Association (IMOCA), fixe des limites concernant la longueur, la largeur ou le nombre d'appendices et détermine des normes de stabilité à respecter, tout en laissant une grande liberté aux architectes et aux marins. Ainsi, les 60 pieds IMOCA sont le terrain d'expérimentation de nombreuses innovations déclinées ensuite sur d'autres supports : double safrans, quille pendulaire, outriggers ou encore mât-aile. Classe extrême dont les voiliers affrontent les pires conditions de mer, les 60 pieds IMOCA ont connu un certain nombre d'accidents, entraînant régulièrement des polémiques relatives à la sécurité. Les règles de jauge, à l'origine très rudimentaires, ont régulièrement évolué et se sont renforcées dans le but d'éviter les accidents, préserver la navigabilité du voilier et la survie du marin.

## Dispositif de sauvetage en mer
Les coureurs traversent dans le grand sud des mers à la fois dangereuses et très peu fréquentées qui rendent tout incident grave potentiellement mortel. En matière maritime, la convention recherche et sauvetage adoptée en 1979 à Hambourg sous l'égide de l'Organisation maritime internationale (OMI) impose un système unifié d'alerte et de secours dans lequel l'alerte n'est plus transmise entre navires, mais d'un navire à un Centre de coordination et de sauvetage maritime (MRCC) sur la côte,.
Les principaux centres concernés sont le CROSS Gris-Nez (façade océanique de la France), le South African Maritime Safety Authority (en) (Afrique du Sud) et le CROSS de l'île de la Réunion (océan Indien), le Australian Maritime Safety Authority (en) et le Auckland Marine Rescue Centre (en) (océan Pacifique) ainsi que le MRCC Punta Arenas en Patagonie chilienne et le MRCC Buenos Aires en Argentine pour les parages du cap Horn.
En amont de la course, puis à l'approche du cap Horn par la tête de la course, la direction de course du Vendée Globe met à la disposition des MRCC chiliens et argentins les données de localisation et de contact (balises) des concurrents, afin que ces services puissent porter secours aux concurrents dans les plus brefs délais et les meilleures conditions. Les concurrents du Vendée Globe reçoivent ainsi un message de bienvenue dans les eaux difficiles du cap Horn de la part du MRCC de Punta Arenas en Patagonie chilienne, leur annonçant les canaux de communication à utiliser en cas de besoin.

### Prise en compte de la portée des moyens de secours australiens
Pour que les voiliers soient à portée des services de secours en mer australiens gérés par le MRCC et l'AMSA (en), la ZEA est remontée à la latitude de 46° au sud de l'Australie entre 105 et 120 degrés de « longitude est ».

### Gestion du risque de collision avec les icebergs
La connaissance des glaces dérivantes dans l’Antarctique repose initialement sur les relevés effectués par les quelques cargos et bateaux de pêche qui croisent dans le grand Sud, de l’océan Indien au cap Horn. La Whitbread (course autour du monde en équipage en quatre étapes) et le Vendée Globe ont fait germer l'idée d'une réglementation de course nécessaire pour protéger navires et équipages. « À partir de 1997, on a commencé à parler d’imposer des points de passage pour éviter que les solitaires ne rasent de trop près l’Antarctique, car plus le bateau navigue dans le Sud près du pôle, moins il fait de route pour rallier le cap Horn. Car après 1996, trois chavirages dans l’océan Indien et la disparition de Gerry Roufs dans le Pacifique en relation avec des trajectoires de plus en plus sud comme celle de VDH en 1992 où il s’était retrouvé entouré de glaces vers 64°S, ont incité les organisateurs à empêcher les excès. » indique Jacques Caraës, le directeur de course du Vendée Globe 2020-2021.
Pour les premières éditions, la direction de course a défini des « portes des glaces » afin de laisser une marge de manœuvre aux skippers : chaque bateau devant passer au moins une fois au travers des portes, des segments d’une longueur variant selon les zones de 400 à plus de 800 milles, à une même latitude. Le nombre de « portes » a varié de cinq en 2004 à huit en 2012, celles-ci étant placées autour du 40°S dans l’Atlantique sud, autour du 45°S dans l’océan Indien et autour du 55°S dans le Pacifique avant le cap Horn (56°S). En dépit de ce dispositif, Sébastien Josse a percuté un growler dans le Pacifique en 2004 à bord de VMI.
Une collaboration avec CLS (Collecte localisation satellites), une filiale du CNES a permis une connaissance plus fine de la dérive des icebergs, menant à la création d'une zone d'exclusion antarctique (ZEA). CLS se base sur des relevés par images satellites, par altimétrie, par analyse des températures de l'air et de la mer, et par quelques rares observations maritimes autour des îles Kerguelen et du cap Horn. La zone interdite est délimitée par 72 points reliés entre eux, distants d'environ 5° de longitude afin d'éviter aux skippers d'éventuelles rencontres avec des icebergs,.
Les points peuvent presque tous être déplacés avant et pendant la course en fonction de « montée » ou de « retrait » des glaces. Toutefois, la direction de course informe du déplacement d'un point avant qu'un concurrent ne soit à 1 500 milles de ce point.
Au XXe siècle, la fonte de la calotte glaciaire antarctique, toujours plus importante chaque année, a amené la direction de course, en accord avec les marins, à étendre cette zone depuis sa création. Pour l'édition 2020-2021, la ZEA est définie grâce aux images satellites et certains points d'exclusion frôlent le 42e parallèle sud (dans le sud-ouest de l'île Gough et le nord-ouest des îles Kerguelen), soit l'équivalent de l'Espagne dans l'hémisphère nord.

## Gestion du sommeil
La gestion du sommeil constitue l'une des grandes difficultés pour les skippers de la course au large à la voile en solitaire. « Dormir ou piloter, se reposer ou réparer. Difficile de choisir ». Les hallucinations sont le stade le plus critique de la privation de sommeil et représentent une alerte pour les marins. Afin de ne pas en arriver à « se mettre dans le rouge » il s'agit pour eux d'apprendre à bien dormir, à définir des fractionnements judicieux entre micro-siestes et cycles longs. Pour cela il leur faut bien cerner leurs « portes du sommeil » mais aussi bien choisir leur équipement (pouf, fauteuil, banette) et son emplacement, au plus près des instruments de navigation pour ne pas laisser le bateau partir à la dérive. À cet effet, le choix d'un système d'alarme adapté est primordial,. Le retour à terre nécessite ensuite une réadaptation, un « recalage » du sommeil. À l'occasion de la journée internationale du sommeil, le 14 mars 2025, les organisateurs de la course publient sur leur site une enquête réalisée auprès des skippers du Vendée Globe 2024-2025 à propos de leur gestion du sommeil avant, pendant et au retour de cette 10e édition.
À titre d'exemples, dans l'ouvrage publié lors de l'exposition En solitaire autour du monde par le musée national de la Marine de Paris, Clarisse Crémer indique se fixer pour objectif de « parvenir à dormir régulièrement par tranches de 1 heure 30 à 2 heures » s'il n'y a pas de nécessité de manœuvrer pendant ce laps de temps. À défaut, elle fait des siestes de 30 minutes. Elle évoque des difficultés d'endormissement lorsqu'elle programme un temps de sommeil « un peu trop long » et utilise un réveil équipé d'une sonnerie d'une efficacité « redoutable », « genre cour de récré » quand Alex Thomson « préfère » la décharge électrique envoyée par sa montre. Jean-Pierre Dick, Stéphane Le Diraison et d'autres ont passé des commandes spéciales à des entreprises de literie pour être sûrs d'avoir un matelas à leur convenance.
Au-delà d'être des sportifs de haut niveau, les skippeurs deviennent des « dormeurs de haut niveau » grâce à l'apprentissage des rythmes de sommeil, « sommeil polyphasique », « sommeil parking », « sommeil flash », et une connaissance fine des rythmes chrono-biologiques, circadien et ultradiens.

## Engagements environnementaux et scientifiques de l'organisation et des skippers

### Objectifs de l’organisation
Pour l’édition 2024, l’organisation du Vendée Globe affiche de nouveaux objectifs environnementaux. Elle annonce ainsi la mesure de l’impact carbone de l’évènement, l’ajout de clauses environnementales aux appels d’offres adressés à ses prestataires, la réduction des déchets dans le village et la mise en œuvre de moyens de transport décarbonés. Les bateaux sont aussi concernés, avec l’utilisation de panneaux solaires et de chauffage électrique. Des actions de sensibilisation seront menées, notamment auprès du jeune public, ainsi qu’un partenariat avec l’Unesco pour coordonner l’emport d’instruments de mesure à bord des bateaux.

### Prévention des collisions avec les cétacés
Les chocs entre bateaux et mammifères marins sont un problème car ils sont traumatisants pour les animaux et occasionnent des dégâts aux bateaux. Ainsi, Kito de Pavant a été contraint à abandonner le Vendée Globe en 2016 à cause d’une avarie due à une collision avec un cachalot. Six collisions avec des objets flottants non identifiés ont eu lieu lors de l’édition 2020, les « objets » en question étant vraisemblablement des cétacés, un sujet tabou dans le milieu de la course au large car il lui donne une mauvaise image. Lors de l’édition 2024, des zones d’exclusion ont donc été définies afin de protéger ces animaux, et 26 des bateaux ont été équipés de caméras optiques et thermiques reliées à un système d’identification des OFNIs basé sur l’intelligence artificielle.

### Instruments scientifiques embarqués
Lors de l’édition 2024, vingt-cinq des skippers emportent des instruments de recherche scientifique. Arnaud Boissières, Boris Herrmann et Denis Van Weynbergh partent avec des bouées météo, Fabrice Amedeo avec un capteur de microplastiques, Paul Meilhat avec un microscope à plancton. Lors de l’édition 2028, tous les skippers devront emporter de tels instruments .

## Participants

### Sélection et profil
Le nombre de voiliers au départ était limité théoriquement à 30, mais cette règle n'a pas été systématiquement respectée puisque 33 marins ont participé à la version 2020 grâce aux « wild card ». À partir de 2024 le nombre est fixé à 40.
Pour être qualifiés les participants doivent avoir participé à au moins une des grandes courses transocéaniques en solitaire ou à deux équipiers (Route du Rhum, Transat Jacques Vabre, Transat, ...) dans les deux années précédentes ou au Vendée Globe précédent. Un parcours de qualification complémentaire (2 000 milles en solitaire sur le bateau engagé) est exigé dans le cas d'un skipper qualifié grâce à une course avec coéquipier ou s'il a effectué sa course en solitaire sur un autre bateau que celui engagé sur cette édition ou si sa course le qualifiant est le Vendée Globe précédent.
Dans les éditions récentes le Vendée Globe nécessite de disposer de moyens financiers importants pour acquérir ou faire construire un monocoque de 60 pieds Imoca performant et l'équiper avec un jeu de voiles neufs de qualité et l'électronique très sophistiquée désormais omniprésente. La mise au point du navire nécessite dans l'idéal de disposer d'une équipe de techniciens très qualifiés à terre sur une période de deux ans. Pour l'édition 2020 le budget total des coureurs était compris entre 300 000 et 10 millions d'euros avec une moyenne de 1 million d'euros. Un voilier neuf avec foils coute entre 3 et 7 millions d'euros. Le financement est assuré par des sponsors qui engagent des moyens proportionnels aux retombées médiatiques de leur poulain (dépendant de ses résultats mais également de sa personnalité). Par ailleurs la course attire non seulement des professionnels de la course au large mais également des amateurs. Les différences de moyens financiers et d'expérience dans la course au large font qu'il existe grosso modo quatre catégories de concurrents : ceux qui disposent de tous les moyens pour gagner, ceux qui visent une place dans le peloton de tête et avec un peu de chance sur le podium, les navigateurs expérimentés disposant d'un petit budget et les navigateurs peu expérimentés sans budget.
Les participants disposant de la plus grande expérience professionnelle ont généralement fait leurs classes sur les différents monocoques qui s'affrontent dans des régates en solitaire ou en double : classe Mini (en début de parcours), Figaro, Class40 et 60 pieds Imoca. Il existe deux pôles d'entrainement très actifs pour la classe des Imoca tous deux situés en Bretagne sud (Lorient et Port-la-Forêt).

### Participation des femmes
Toutes éditions confondues, jusqu'à celle de 2024-2025, seules 18 femmes ont pris le départ du Vendée Globe sur 155 skippers au total. Aucune n'est présente lors des deux premières éditions 1989-1990 et 1992-1993 ni lors de celle de 2016-2017 :
- En 1996-1997 deux seulement prennent le départ (sur un total de 15 participants) : Catherine Chabaud, qui termine 6e, est la première femme à terminer un tour du monde à la voile en course sans escale ; Isabelle Autissier arrive hors course à cause de son arrêt pour la réparation d'un safran (8 abandons masculins).

- En 2000-2001 elles sont encore seulement deux à prendre le départ (sur 24 concurrents) : Ellen MacArthur, 24 ans, première (et seule) femme à monter sur le podium en terminant 2e ; Catherine Chabaud prend le départ mais abandonne à la suite d'un démâtage (8 abandons masculins).

- En 2004-2005 elles ne sont toujours que deux (sur 20) à prendre le départ ; elles arrivent toutes deux : Anne Liardet, 11e, et Karen Leibovici, 13e (7 abandons masculins).

- En 2008-2009 toujours deux (sur 30) au départ et à l'arrivée : Samantha Davies, 4e, et Dee Caffari, 6e (19 abandons masculins).

- En 2012-2013 la participation des femmes se limite à une seule (sur 20) : Samantha Davies, qui prend le départ pour sa deuxième participation mais est contrainte à l'abandon à cause d'un démâtage (8 abandons masculins).

- En 2020-2021 six femmes (sur 33) sont au départ, quatre sont classées : Clarisse Crémer (qui améliore le record féminin en 87 j 2 h 24 min 25 s, détenu jusqu'alors par Ellen MacArthur), 12e, Pip Hare, 19e, Miranda Merron, 22e et Alexia Barrier, 24e ; l'arrivée de Samantha Davies et celle d'Isabelle Joschke sont déclarées hors course à cause du retard pris après la réparation des avaries sur leurs bateaux (six abandons masculins).

- L'édition du Vendée Globe 2024-2025 voit six femmes au départ (sur 40 participants) et cinq femmes à l'arrivée après le démâtage de Pip Hare : Justine Mettraux, 8e, qui bat le record féminin en 76 j 1 h 36 min 52 s, Clarisse Crémer, 11e, Samantha Davis, 13e, Isabelle Joschke, 19e, et Violette Dorange (23 ans, la benjamine toutes éditions confondues), 25e (six abandons masculins).

En 2023, le Team Banque populaire annonce se séparer de Clarisse Crémer, en raison de son manque de courses qualificatives pour cause de maternité, alors que le règlement du Vendée Globe en exige un certain nombre. Clarisse Crémer critique publiquement ce choix ainsi que sa motivation, soulignant le frein pour l'insertion des femmes dans le sport de haut niveau : « Ils [Banque Populaire] sont prêts à assumer le risque d’un trimaran géant, et tous les aléas naturels, techniques et humains liés à la course au large, mais visiblement pas celui de la maternité. » Devant la polémique, Banque Populaire annonce deux semaines plus tard que « les conditions ne sont plus réunies pour pouvoir aborder sereinement la course » et se retire du Vendée Globe 2024.
Le fils de Samantha Davies n'a qu'un an lors de son premier Vendée Globe en 2012. Elle trouve son sponsor et fait ses courses de qualification jusqu'au 5e mois d'une grossesse qu'elle dissimule de crainte de perdre la confiance de son équipe. Comme le souligne la sociologue Catherine Louveau, le « tabou ultime de la grossesse des sportives » dans le domaine de la course au large connaît des précédents bien avant le Vendée Globe. Lors de la victoire de Florence Arthaud sur la Route du Rhum le 29 novembre 1990, Le Parisien titre sa « une » : « Flo, t’es un vrai mec ! » La navigatrice attend 2009 pour confier dans son autobiographie Un vent de liberté qu'elle a fait une fausse couche en mer. Face au « cas d'école » que représente à ses yeux la situation vécue par Clarisse Crémer, la direction de la course promet « d'étudier la possibilité d'une exception à la règle pour les jeunes mères pour l'édition 2028 ».

### Statistiques de participation
| Édition | Année     | Concurrents au départ | Abandons | Nombre de marins à l'arrivée | % d'abandon |
| ------- | --------- | --------------------- | -------- | ---------------------------- | ----------- |
| 1re     | 1989-1990 | 13                    | 6        | 7                            | 46          |
| 2e      | 1992-1993 | 15                    | 8        | 7                            | 53          |
| 3e      | 1996-1997 | 15                    | 9        | 6                            | 60          |
| 4e      | 2000-2001 | 24                    | 9        | 15                           | 38          |
| 5e      | 2004-2005 | 20                    | 7        | 13                           | 35          |
| 6e      | 2008-2009 | 30                    | 19       | 11                           | 63          |
| 7e      | 2012-2013 | 20                    | 9        | 11                           | 45          |
| 8e      | 2016-2017 | 29                    | 11       | 18                           | 38          |
| 9e      | 2020-2021 | 33                    | 8        | 25                           | 24          |
| 10e     | 2024-2025 | 40                    | 8        | 32                           | 20          |

## Palmarès
Le record de durée a été battu à presque toutes les éditions. À ce jour, seuls les vainqueurs des deuxième et neuvième éditions n'ont pas établi de record.
| Édition | Année     | Vainqueur             | Nationalité | Nom du bateau           | Temps                  |
| ------- | --------- | --------------------- | ----------- | ----------------------- | ---------------------- |
| 1re     | 1989-1990 | Titouan Lamazou       | France      | Écureuil d'Aquitaine II | 109 j 08 h 47 min 55 s |
| 2e      | 1992-1993 | Alain Gautier         | France      | Bagages Superior        | 110 j 02 h 22 min 35 s |
| 3e      | 1996-1997 | Christophe Auguin     | France      | Geodis                  | 105 j 20 h 31 min 23 s |
| 4e      | 2000-2001 | Michel Desjoyeaux     | France      | PRB 3                   | 093 j 03 h 57 min 32 s |
| 5e      | 2004-2005 | Vincent Riou          | France      | PRB 3                   | 087 j 10 h 47 min 55 s |
| 6e      | 2008-2009 | Michel Desjoyeaux (2) | France      | Foncia                  | 084 j 03 h 09 min 08 s |
| 7e      | 2012-2013 | François Gabart       | France      | Macif                   | 078 j 02 h 16 min 40 s |
| 8e      | 2016-2017 | Armel Le Cléac'h      | France      | Banque Populaire VIII   | 074 j 03 h 35 min 46 s |
| 9e      | 2020-2021 | Yannick Bestaven      | France      | Maître CoQ IV           | 080 j 03 h 44 min 46 s |
| 10e     | 2024-2025 | Charlie Dalin         | France      | Macif santé prévoyance  | 064 j 19 h 22 min 49 s |

## Records

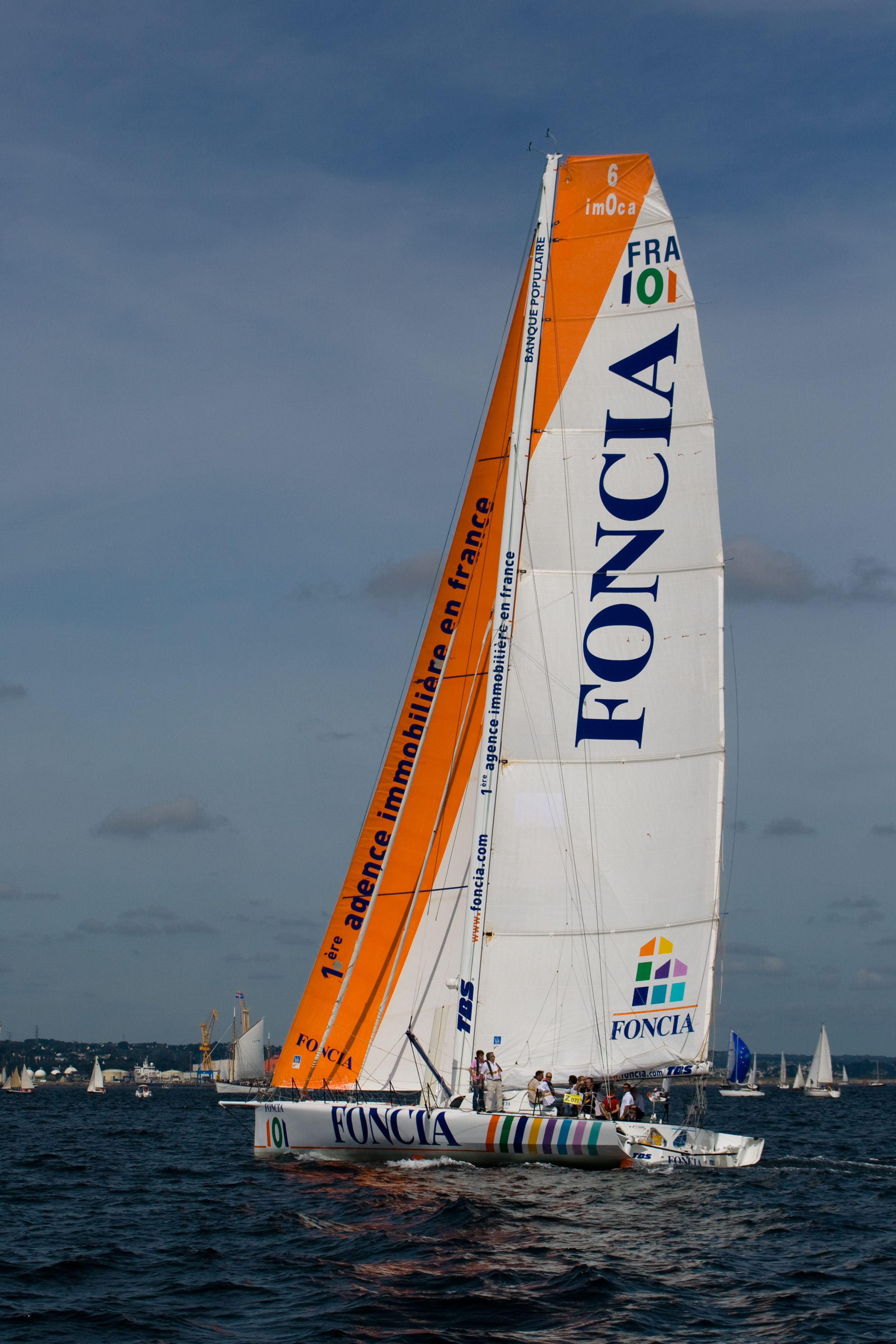
Foncia, le bateau de Michel Desjoyeaux sur le Vendée Globe 2008-2009.

Un seul marin, Michel Desjoyeaux, a réussi à gagner la course deux fois, en 2001 et en 2009. Un bateau a également gagné deux fois : PRB 3, en 2001 avec Michel Desjoyeaux et en 2005 avec Vincent Riou.
Le record de la circumnavigation la plus rapide dans cette épreuve est détenu par Charlie Dalin, vainqueur de l'édition 2024-2025 en 64 jours, 19 heures, 22 minutes et 49 secondes.
Justine Mettraux, 8e de l'édition 2024-2025 bat le record féminin en 76 j 1 h 36 min 52 s, préalablement détenu par Clarisse Crémer en 87 j 02 h 24 min 25 s. Elle établit également le dixième temps toutes éditions confondues.

### Records du Vendée Globe toutes éditions confondues

#### Chronologie du record
Le record de durée a été battu à presque toutes les éditions. Seules les deuxième et neuvième éditions n’ont, du fait des mauvaises conditions climatiques, pas établi de record.
| Édition | Année     | Vainqueur         | Nationalité | Nom du bateau           | Temps                  |
| ------- | --------- | ----------------- | ----------- | ----------------------- | ---------------------- |
| 1re     | 1989-1990 | Titouan Lamazou   | France      | Écureuil d'Aquitaine II | 109 j 08 h 47 min 55 s |
| 3e      | 1996-1997 | Christophe Auguin | France      | Geodis                  | 105 j 20 h 31 min 23 s |
| 4e      | 2000-2001 | Michel Desjoyeaux | France      | PRB 3                   | 093 j 03 h 57 min 32 s |
| 5e      | 2004-2005 | Vincent Riou      | France      | PRB 3                   | 087 j 10 h 47 min 55 s |
| 6e      | 2008-2009 | Michel Desjoyeaux | France      | Foncia                  | 084 j 03 h 09 min 08 s |
| 7e      | 2012-2013 | François Gabart   | France      | Macif                   | 078 j 02 h 16 min 40 s |
| 8e      | 2016-2017 | Armel Le Cléac'h  | France      | Banque Populaire VIII   | 074 j 03 h 35 min 46 s |
| 10e     | 2024-2025 | Charlie Dalin     | France      | Macif Santé Prévoyance  | 064 j 19 h 22 min 49 s |

#### Meilleurs temps
| #  | Concurrent            | Nom du bateau                    | Temps                 | Distance en milles | Vitesse en nœuds |
| -- | --------------------- | -------------------------------- | --------------------- | ------------------ | ---------------- |
| 1  | Charlie Dalin 2025    | Macif santé prévoyance           | 64 j 19 h 22 min 49 s | 27 668             | 17,79            |
| 2  | Yoann Richomme 2025   | Paprec Arkéa                     | 65 j 18 h 10 min 2 s  | 28 326             | 17,95            |
| 3  | Sébastien Simon 2025  | Groupe Dubreuil                  | 67 j 12 h 25 min 37 s | 27 807             | 17,16            |
| 4  | Armel Le Cléac'h 2017 | Banque populaire VIII            | 74 j 3 h 35 min 46 s  | 27 455             | 15,43            |
| 5  | Jérémie Beyou 2025    | Charal (en)                      | 74 j 12 h 56 min 54 s | 29 049             | 16,24            |
| 6  | Alex Thomson 2017     | Hugo Boss                        | 74 j 19 h 35 min 15 s | 27 636             | 15,39            |
| 7  | Paul Meilhat 2025     | Biotherm                         | 74 j 22 h 38 min 15 s | 28 051             | 15,61            |
| 8  | Nicolas Lunven 2025   | Holcim-PRB                       | 75 j 7 h 49 min 41 s  | 29 389             | 16,26            |
| 9  | Thomas Ruyant 2025    | Vulnerable                       | 75 j 16 h 47 min 47 s | 29 360             | 16,16            |
| 10 | Justine Mettraux 2025 | Teamwork-Team Snef               | 76 j 1 h 36 min 52 s  | 28 102             | 15,39            |
| 11 | Sam Goodchild 2025    | Vulnerable                       | 76 j 2 h 1 min 45 s   | 28 557             | 15,64            |
| 12 | Benjamin Dutreux 2025 | Guyot Environnement Water Family | 77 j 3 h 39 min 24 s  | 28 514             | 15,40            |
| 13 | Clarisse Crémer 2025  | L'Occitane en Provence           | 77 j 15 h 34 min 28 s | 27 901             | 14,97            |

Les trois premiers du Vendée Globe 2024-2025 battent de neuf jours le record de l'épreuve. À l'arrivée de cette édition, il est remarquable de voir onze des treize meilleurs temps de l'histoire du Vendée Globe réalisés par les bateaux de dernière génération. Les temps d'Armel Le Cleac'h et d'Alex Thomson lors du Vendée Globe 2016-2017 figurent encore dans ce classement. Ils avaient eux aussi bénéficié de conditions météo très favorables leur permettant de rejoindre la ligne d'arrivée avec les trajectoires les plus courtes. Armel Le Cleac'h est ainsi relégué à la neuvième place en terme de vitesse moyenne.

#### Meilleurs temps féminins
Toutes éditions confondues, treize femmes ont réussi à boucler ce tour du monde en course.
| Rang | Année     | Skipper           | Nationalité      | Nom du bateau          | Temps                 | Classement      |
| ---- | --------- | ----------------- | ---------------- | ---------------------- | --------------------- | --------------- |
| 1    | 2024-2025 | Justine Mettraux  | Suisse           | Teamwork-Team Snef     | 76 j 1 h 36 min 52 s  | 8e sur 32 / 40  |
| 2    | 2024-2025 | Clarisse Crémer   | France           | L'Occitane en Provence | 77 j 15 h 34 min 28 s | 11e sur 32 / 40 |
| 3    | 2024-2025 | Samantha Davies   | Royaume-Uni      | Initiatives-Cœur       | 80 j 22 h 13 min 39 s | 13e sur 32 / 40 |
| 4    | 2024-2025 | Isabelle Joschke  | France Allemagne | MACSF                  | 85 j 11 h 26 min 36 s | 19e sur 32 / 40 |
| 5    | 2020-2021 | Clarisse Crémer   | France           | Banque Populaire X     | 87 j 2 h 24 min 25 s  | 12e sur 25 / 33 |
| 6    | 2024-2025 | Violette Dorange  | France           | DeVenir                | 90 j 22 h 37 min 9 s  | 25e sur 32 / 40 |
| 7    | 2000-2001 | Ellen MacArthur   | Royaume-Uni      | Kingfisher             | 94 j 4 h 25 min       | 2e sur 15 / 24  |
| 8    | 2008-2009 | Samantha Davies   | Royaume-Uni      | Roxy                   | 95 j 4 h 39 min 1 s   | 4e sur 11 / 30  |
| 9    | 2020-2021 | Pip Hare          | Royaume-Uni      | Medallia               | 95 j 11 h 37 min 30 s | 19e sur 25 / 33 |
| 10   | 2008-2009 | Dee Caffari       | Royaume-Uni      | Aviva                  | 99 j 1 h 10 min 57 s  | 6e sur 11 / 30  |
| 11   | 2020-2021 | Miranda Merron    | Royaume-Uni      | Campagne de France     | 101 j 8 h 56 min 51 s | 22e sur 25 / 33 |
| 12   | 2020-2021 | Alexia Barrier    | France           | TSE - 4MyPlanet        | 111 j 17 h 3 min 44 s | 24e sur 25 / 33 |
| 13   | 2004-2005 | Anne Liardet      | France           | Roxy                   | 119 j 5 h 28 min 40 s | 11e sur 13 / 20 |
| 14   | 2004-2005 | Karen Leibovici   | France           | Benefic                | 126 j 8 h 2 min 20 s  | 13e sur 13 / 20 |
| 15   | 1996-1997 | Catherine Chabaud | France           | Whirlpool-Europe 2     | 140 j 4 h 38 min      | 6e sur 06 / 15  |

### Temps de passages de référence
| Skipper           | Édition   | Équateur         | Bonne Espérance  | Cap Leeuwin      | Cap Horn         | Équateur retour  | Les Sables       |
| ----------------- | --------- | ---------------- | ---------------- | ---------------- | ---------------- | ---------------- | ---------------- |
| Vincent Riou      | 2004-2005 | 10 j 12 h 13 min | 24 j 02 h 18 min | 36 j 11 h 48 min | 56 j 17 h 13 min | 72 j 13 h 58 min | 87 j 10 h 47 min |
| Michel Desjoyeaux | 2008-2009 | 13 j 15 h 41 min | 27 j 00 h 34 min | 37 j 07 h 23 min | 56 j 15 h 08 min | 71 j 17 h 12 min | 84 j 03 h 09 min |
| François Gabart   | 2012-2013 | 11 j 00 h 20 min | 23 j 03 h 43 min | 34 j 10 h 23 min | 52 j 06 h 18 min | 66 j 01 h 39 min | 78 j 02 h 16 min |
| Armel Le Cléac'h  | 2016-2017 | 09 j 09 h 56 min | 18 j 03 h 30 min | 28 j 20 h 12 min | 47 j 00 h 32 min | 61 j 12 h 21 min | 74 j 03 h 36 min |
| Alex Thompson     | 2016-2017 | 09 j 07 h 03 min | 17 j 22 h 58 min | 29 j 01 h 21 min | 48 j 23 h 40 min | 62 j 05 h 10 min | 74 j 19 h 36 min |
| Yannick Bestaven  | 2020-2021 | 10 j 19 h 01 min | 23 j 19 h 24 min | 35 j 01 h 25 min | 55 j 00 h 22 min | 69 j 13 h 16 min | 80 j 03 h 44 min |
| Charlie Dalin     | 2024-2025 | 11 j 09 h 03 min | 19 j 03 h 43 min | 29 j 02 h 10 min | 43 j 11 h 34 min | 56 j 02 h 36 min | 64 j 19 h 22 min |
| Yoann Richomme    | 2024-2025 | 11 j 11 h 12 min | 19 j 07 h 01 min | 30 j 02 h 11 min | 43 j 11 h 25 min | 56 j 10 h 27 min | 65 j 18 h 10 min |

### Temps intermédiaires de référence
Récapitulatif des records intermédiaires
| Parcours                  | Edition   | Temps            | Skipper        | Pays        | Nom du bateau                      |
| ------------------------- | --------- | ---------------- | -------------- | ----------- | ---------------------------------- |
| Les Sables-Équateur       | 2016-2017 | 09 j 07 h 03 min | Alex Thomson   | Royaume-Uni | Hugo Boss                          |
| Équateur-Bonne-Espérance  | 2024-2025 | 07 j 18 h 39 min | Charlie Dalin  | France      | Macif santé prévoyance             |
| Bonne-Espérance - Leeuwin | 2024-2025 | 09 j 22 h 27 min | Charlie Dalin  | France      | Macif santé prévoyance             |
| Leeuwin-Cap Horn          | 2024-2025 | 13 j 09 h 13 min | Yoann Richomme | France      | Paprec Arkéa                       |
| Cap Horn-Équateur         | 2020-2021 | 11 j 18 h 22 min | Boris Herrmann | Allemagne   | Seaexplorer - Yacht Club De Monaco |
| Équateur-Les Sables       | 2024-2025 | 08 j 16 h 48 min | Charlie Dalin  | France      | Macif santé prévoyance             |

En cumulant les temps records des différents parcours intermédiaires, on arrive à un total de 60,5 jours, soit 4 jours de mieux que le record établi en 2025 par Charlie Dalin sur Macif santé prévoyance. Les routages faisant tourner les polaires des foilers Imoca de dernière génération du Vendée Globe 2024-2025 descendent sous les soixante jours dans 5 % des simulations.
Temps intermédiaires de référence
| Skipper         | Les Sables Équateur | Équateur B-Espérance | B-Espérance Cap Leeuwin | Cap Leeuwin Cap Horn | Cap Horn Équateur | Équateur Équateur WSSRC | Équateur 2 Les Sables | Cap Horn Les Sables |
| --------------- | ------------------- | -------------------- | ----------------------- | -------------------- | ----------------- | ----------------------- | --------------------- | ------------------- |
| Records         | 09 j 07 h 03 min    | 07 j 18 h 39 min     | 09 j 22 h 27 min        | 13 j 09 h 13 min     | 11 j 18 h 22 min  | 44 j 17 h 33 min        | 08 j 16 h 46 min      | 21 j 07 h 48 min    |
| Dalin 2025      | 11 j 09 h 03 min    | 07 j 18 h 39 min     | 09 j 22 h 27 min        | 14 j 09 h 24 min     | 12 j 15 h 02 min  | 44 j 17 h 33 min        | 08 j 16 h 46 min      | 21 j 07 h 48 min    |
| Bestaven 2021   | 10 j 19 h 01 min    | 13 j 00 h 23 min     | 11 j 05 h 59 min        | 19 j 22 h 57 min     | 14 j 12 h 52 min  | 58 j 18 h 15 min        | 11 j 00 h 43 min      | 25 j 13 h 37 min    |
| Le Cléac'h 2017 | 09 j 09 h 56 min    | 08 j 17 h 34 min     | 10 j 16 h 42 min        | 18 j 04 h 20 min     | 14 j 11 h 49 min  | 52 j 02 h 25 min        | 12 j 15 h 15 min      | 27 j 03 h 04 min    |
| Thompson 2017   | 09 j 07 h 03 min    | 08 j 15 h 55 min     | 11 j 34 h 23 min        | 19 j 22 h 15 min     |                   |                         |                       |                     |
| Gabart 2013     | 11 j 00 h 20 min    | 12 j 03 h 23 min     | 11 j 06 h 40 min        | 17 j 18 h 35 min     | 13 j 19 h 28 min  | 55 j 01 h 19 min        | 12 j 00 h 37 min      | 25 j 20 h 37 min    |
| Desjoyeaux 2009 | 13 j 15 h 41 min    | 13 j 08 h 53 min     | 10 j 06 h 49 min        | 19 j 07 h 45 min     | 15 j 02 h 04 min  | 58 j 01 h 31 min        | 12 j 09 h 57 min      | 27 j 12 h 01 min    |
| Riou 2005       | 10 j 12 h 13 min    | 13 j 14 h 05 min     | 12 j 07 h 30 min        | 20 j 05 h 25 min     | 15 j 20 h 11 min  | 62 j 01 h 45 min        | 14 j 20 h 49 min      | 30 j 12 h 01 min    |

Autres records
| Skipper           | Édition   | Record en 24 h (milles) | Vmax en 24 h (nœuds) | Distance parcourue (milles) | Vitesse moyenne réelle (nœuds) |
| ----------------- | --------- | ----------------------- | -------------------- | --------------------------- | ------------------------------ |
| Records           |           | 615,33                  | 25,64                | 27 455                      | 17,95                          |
| Charlie Dalin     | 2024-2025 | 575,4                   | 23,98                | 27 668                      | 17,79                          |
| Yannick Bestaven  | 2020-2021 | 481,8                   | 20,1                 | 28 584                      | 14,78                          |
| Armel Le Cléac'h  | 2016-2017 | 524,1                   | 21,8                 | 27 455                      | 15,43                          |
| Alex Thompson     | 2016-2017 | 536,8                   | 22,4                 |                             |                                |
| François Gabart   | 2012-2013 | 534                     | 22,25                | 28 647                      | 15,3                           |
| Michel Desjoyeaux | 2008-2009 | 466                     | 19,4                 | 28 303                      | 14,2                           |
| Vincent Riou      | 2004-2005 | 432                     | 18                   |                             |                                |

- Distance parcourue théorique : 24 365 milles

### Record de distance parcourue en 24 heures
| Édition | Année     | Skipper           | Nom du bateau           | milles/24h |
| ------- | --------- | ----------------- | ----------------------- | ---------- |
| 1re     | 1989-1990 | Titouan Lamazou   | Écureuil d'Aquitaine II | 304        |
| 2e      | 1992-1993 | Alain Gautier     | Bagages Superior        | 339        |
| 3e      | 1996-1997 | Yves Parlier      | Aquitaine Innovations   | 374        |
| 4e      | 2000-2001 | Dominique Wavre   | Union bancaire privée   | 430        |
| 5e      | 2004-2005 | Roland Jourdain   | Sill et Veolia          | 439        |
| 6e      | 2008-2009 | Michel Desjoyeaux | Foncia                  | 466        |
| 7e      | 2012-2013 | François Gabart   | Macif                   | 534        |
| 8e      | 2016-2017 | Alex Thomson      | Hugo Boss               | 536        |
| 9e      | 2020-2021 | Thomas Ruyant     | Linked Out              | 515,3      |
| 10e     | 2024-2025 | Sébastien Simon   | Groupe Dubreuil         | 615,33     |

### Records divers
- Record de participation : 40 bateaux (2024-2025)
- Record de bateaux à l'arrivée (absolu) : 32 bateaux (2024-2025)
- Record de bateaux à l'arrivée (en %) : 80 %, soit 32 arrivants sur 40 bateaux au départ (2024-2025)
- Record d'abandons : 19 abandons soit 63 % (2008-2009)
- Record du plus jeune participant : 23 ans pour Alan Roura (2016-2017) & Violette Dorange (2024-2025)
- Record du plus vieux participant : Rich Wilson en 2016-2017 (66 ans)
- Record du plus grand nombre de participants étrangers (absolu) : édition 2024-2025 (14 concurrents en tenant compte de la double nationalité d'Isabelle Joschke)
- Record du plus grand nombre de participants étrangers (%) : édition 2020-2021 (36%, en tenant compte de la double nationalité d'Isabelle Joschke et Sébastien Destremeau)
- Record du plus grand nombre de participants français : édition 2024-2025 (27 concurrents).

### Record de participations
Avec l'édition 2024-2025, cent trente marins ont pris le départ d'au moins un Vendée Globe se répartissant ainsi : un marin a participé à six éditions (Jean Le Cam), trois marins ont participé à cinq fois, huit à quatre fois, seize à trois fois et trente-cinq à deux fois.
Parmi les quatorze femmes ayant pris au moins un départ, Samantha Davies a participé quatre fois, Catherine Chabaud, Clarisse Cremer et Isabelle Joschke deux fois.
| Nombre de participations | Nom                     | Pays                          | Classements                  | Première | Dernière |
| ------------------------ | ----------------------- | ----------------------------- | ---------------------------- | -------- | -------- |
| 6                        | Jean Le Cam             | France                        | 2e - Ab - 5e - 6e - 4e - 20e | 2004     | 2024     |
| 5                        | Alex Thomson            | Royaume-Uni                   | Ab - Ab - 3e - 2e - Ab       | 2004     | 2020     |
| 5                        | Jérémie Beyou           | France                        | Ab - Ab - 3e - 13e - 4e      | 2008     | 2024     |
| 5                        | Arnaud Boissières       | France                        | 7e - 8e - 10e - 15e - Ab     | 2008     | 2024     |
| 4                        | Bertrand de Broc        | France                        | Ab - Ab - 9e - Ab            | 1992     | 2016     |
| 4                        | Marc Thiercelin         | France                        | 2e - 4e - Ab - Ab            | 1996     | 2008     |
| 4                        | Mike Golding            | Royaume-Uni                   | 7e - 3e - Ab - 6e            | 2000     | 2012     |
| 4                        | Dominique Wavre         | Suisse                        | 5e - 4e - Ab - 7e            | 2000     | 2012     |
| 4                        | Vincent Riou            | France                        | 1er - 3e - Ab - Ab           | 2004     | 2016     |
| 4                        | Jean-Pierre Dick        | France                        | 6e - Ab - 4e - 4e            | 2004     | 2016     |
| 4                        | Samantha Davies         | Royaume-Uni                   | 4e - Ab - Ab - 13e           | 2008     | 2024     |
| 4                        | Louis Burton            | France                        | Ab - 7e - 3e - Ab            | 2012     | 2024     |
| 3                        | Patrice Carpentier      | France                        | Ab - 11e - Ab                | 1989     | 2004     |
| 3                        | Loïck Peyron            | France                        | 2e - Ab - Ab                 | 1989     | 2008     |
| 3                        | Yves Parlier            | France                        | 4e - Ab - 13e                | 1992     | 2000     |
| 3                        | Nándor Fa               | Hongrie                       | 5e - Ab - 8e                 | 1992     | 2016     |
| 3                        | Raphaël Dinelli         | France                        | Ab - 12e - 10e               | 2000     | 2008     |
| 3                        | Roland Jourdain         | France                        | 3e - Ab - Ab                 | 2000     | 2008     |
| 3                        | Bernard Stamm           | Suisse                        | Ab - Ab - Ab                 | 2000     | 2012     |
| 3                        | Sébastien Josse         | France                        | 5e - Ab - Ab                 | 2004     | 2016     |
| 3                        | Armel Le Cléac’h        | France                        | 2e - 2e - 1er                | 2008     | 2016     |
| 3                        | Kito de Pavant          | France                        | Ab - Ab - Ab                 | 2008     | 2016     |
| 3                        | Yannick Bestaven        | France                        | Ab - 1er - Ab                | 2008     | 2024     |
| 3                        | Fabrice Amedeo          | France                        | 11e - Ab - 32e               | 2016     | 2024     |
| 3                        | Romain Attanasio        | France                        | 15e - 14e - 14e              | 2016     | 2024     |
| 3                        | Alan Roura              | Suisse                        | 12e - 17e - 18e              | 2016     | 2024     |
| 3                        | Thomas Ruyant           | France                        | Ab - 6e - 7e                 | 2016     | 2024     |
| 3                        | Kojiro Shiraishi        | Japon                         | Ab - 16e - 24e               | 2016     | 2024     |
| 2                        | Alain Gautier           | France                        | 6e - 1er                     | 1989     | 1992     |
| 2                        | Jean-Luc Van Den Heede  | France                        | 3e - 2e                      | 1989     | 1992     |
| 2                        | Philippe Poupon         | France                        | Ab - 3e                      | 1989     | 1992     |
| 2                        | Mike Plant              | États-Unis                    | Ab - NP                      | 1989     | 1992     |
| 2                        | Bernard Gallay          | France / Suisse               | Ab - 8e                      | 1992     | 2000     |
| 2                        | Didier Munduteguy       | France                        | Ab - 14e                     | 1996     | 2000     |
| 2                        | Catherine Chabaud       | France                        | 6e - Ab                      | 1996     | 2000     |
| 2                        | Thierry Dubois          | France                        | Ab - Ab                      | 1996     | 2000     |
| 2                        | Éric Dumont             | France                        | 4e - Ab                      | 1996     | 2000     |
| 2                        | Patrick de Radiguès     | Belgique                      | Ab - Ab                      | 1996     | 2000     |
| 2                        | Hervé Laurent           | France                        | 3e - Ab                      | 1996     | 2004     |
| 2                        | Joé Seeten              | France                        | 10e - 8e                     | 2000     | 2004     |
| 2                        | Michel Desjoyeaux       | France                        | 1er - 1er                    | 2000     | 2008     |
| 2                        | Javier Sansó            | Espagne                       | Ab - Ab                      | 2000     | 2012     |
| 2                        | Norbert Sedlacek        | Autriche                      | Ab - 11e                     | 2004     | 2008     |
| 2                        | Marc Guillemot          | France                        | 3e - Ab                      | 2008     | 2012     |
| 2                        | Yann Eliès              | France                        | Ab - 5e                      | 2008     | 2016     |
| 2                        | Rich Wilson             | États-Unis                    | 9e - 13e                     | 2008     | 2016     |
| 2                        | Tanguy de Lamotte       | France                        | 10e - Ab                     | 2012     | 2016     |
| 2                        | Didac Costa             | Espagne                       | 14e - 20e                    | 2016     | 2020     |
| 2                        | Sébastien Destremau     | France                        | 18e - Ab                     | 2016     | 2020     |
| 2                        | Stéphane Le Diraison    | France                        | Ab - 18e                     | 2016     | 2020     |
| 2                        | Paul Meilhat            | France                        | Ab - 5e                      | 2016     | 2024     |
| 2                        | Éric Bellion            | France                        | 9e - Ab                      | 2016     | 2024     |
| 2                        | Conrad Colman           | Nouvelle-Zélande / États-Unis | 16e - 21e                    | 2016     | 2024     |
| 2                        | Charlie Dalin           | France                        | 2e - 1er                     | 2020     | 2024     |
| 2                        | Isabelle Joschke        | France / Allemagne            | Ab - 19e                     | 2020     | 2024     |
| 2                        | Sébastien Simon         | France                        | Ab - 3e                      | 2020     | 2024     |
| 2                        | Boris Herrmann          | Allemagne                     | 5e - 12e                     | 2020     | 2024     |
| 2                        | Damien Seguin           | France                        | 7e - 15e                     | 2020     | 2024     |
| 2                        | Giancarlo Pedote        | Italie                        | 8e - 22e                     | 2020     | 2024     |
| 2                        | Benjamin Dutreux        | France                        | 9e - 10e                     | 2020     | 2024     |
| 2                        | Maxime Sorel            | France                        | 10e - Ab                     | 2020     | 2024     |
| 2                        | Clarisse Crémer         | France                        | 12e - 11e                    | 2020     | 2024     |
| 2                        | Pip Hare                | Royaume-Uni                   | 19e - Ab                     | 2020     | 2024     |
| 2                        | Manuel Cousin           | France                        | 23e - 31e                    | 2020     | 2024     |
| 1                        | Titouan Lamazou         | France                        | 1er                          | 1989     | 1989     |
| 1                        | Philippe Jeantot        | France                        | 4e                           | 1989     | 1989     |
| 1                        | Pierre Follenfant       | France                        | 5e                           | 1989     | 1989     |
| 1                        | Jean-François Coste     | France                        | 7e                           | 1989     | 1989     |
| 1                        | Bertie Reed             | Afrique du Sud                | Ab                           | 1989     | 1989     |
| 1                        | Jean-Yves Terlain       | France                        | Ab                           | 1989     | 1989     |
| 1                        | Guy Bernardin           | France                        | Ab                           | 1989     | 1989     |
| 1                        | José de Ugarte          | Espagne                       | 6e                           | 1992     | 1992     |
| 1                        | Jean-Yves Hasselin      | France                        | 7e                           | 1992     | 1992     |
| 1                        | Vittorio Malingri       | Italie                        | Ab                           | 1992     | 1992     |
| 1                        | Alan Wynne-Thomas       | Royaume-Uni                   | Ab                           | 1992     | 1992     |
| 1                        | Thierry Arnaud          | France                        | Ab                           | 1992     | 1992     |
| 1                        | Nigel Burgess           | Royaume-Uni                   | décès par noyade             | 1992     | 1992     |
| 1                        | Christophe Auguin       | France                        | 1er                          | 1996     | 1996     |
| 1                        | Pete Goss               | Royaume-Uni                   | 5e                           | 1996     | 1996     |
| 1                        | Isabelle Autissier      | France                        | Ab                           | 1996     | 1996     |
| 1                        | Tony Bullimore          | Royaume-Uni                   | Ab                           | 1996     | 1996     |
| 1                        | Gerry Roufs             | Canada                        | disparu en mer               | 1996     | 1996     |
| 1                        | Ellen MacArthur         | Royaume-Uni                   | 2e                           | 2000     | 2000     |
| 1                        | Thomas Coville          | France                        | 6e                           | 2000     | 2000     |
| 1                        | Josh Hall               | Royaume-Uni                   | 9e                           | 2000     | 2000     |
| 1                        | Simone Bianchetti       | Italie                        | 12e                          | 2000     | 2000     |
| 1                        | Pasquale de Gregorio    | Italie                        | 15e                          | 2000     | 2000     |
| 1                        | Richard Tolkien         | Royaume-Uni                   | Ab                           | 2000     | 2000     |
| 1                        | Fyodor Konyukhov        | Russie                        | Ab                           | 2000     | 2000     |
| 1                        | Conrad Humphreys        | Royaume-Uni                   | 7e                           | 2004     | 2004     |
| 1                        | Bruce Schwab            | États-Unis                    | 9e                           | 2004     | 2004     |
| 1                        | Benoît Parnaudeau       | France                        | 10e                          | 2004     | 2004     |
| 1                        | Anne Liardet            | France                        | 11e                          | 2004     | 2004     |
| 1                        | Karen Leibovici         | France                        | 13e                          | 2004     | 2004     |
| 1                        | Nick Moloney            | Australie                     | Ab                           | 2004     | 2004     |
| 1                        | Brian Thompson          | Royaume-Uni                   | 5e                           | 2008     | 2008     |
| 1                        | Dee Caffari             | Royaume-Uni                   | 6e                           | 2008     | 2008     |
| 1                        | Steve White             | Royaume-Uni                   | 8e                           | 2008     | 2008     |
| 1                        | Unai Basurko            | Espagne                       | Ab                           | 2008     | 2008     |
| 1                        | Jean-Baptiste Dejeanty  | France                        | Ab                           | 2008     | 2008     |
| 1                        | Derek Hatfield          | Canada                        | Ab                           | 2008     | 2008     |
| 1                        | Jonny Malbon            | Royaume-Uni                   | Ab                           | 2008     | 2008     |
| 1                        | François Gabart         | France                        | 1er                          | 2012     | 2012     |
| 1                        | Alessandro Di Benedetto | France / Italie               | 11e                          | 2012     | 2012     |
| 1                        | Zbigniew Gutkowski      | Pologne                       | Ab                           | 2012     | 2012     |
| 1                        | Pieter Heerema          | Pays-Bas                      | 17e                          | 2016     | 2016     |
| 1                        | Morgan Lagravière       | France                        | Ab                           | 2016     | 2016     |
| 1                        | Enda O'Coineen          | Irlande                       | Ab                           | 2016     | 2016     |
| 1                        | Armel Tripon            | France                        | 11e                          | 2020     | 2020     |
| 1                        | Clément Giraud          | France                        | 21e                          | 2020     | 2020     |
| 1                        | Miranda Merron          | Royaume-Uni                   | 22e                          | 2020     | 2020     |
| 1                        | Alexia Barrier          | France                        | 24e                          | 2020     | 2020     |
| 1                        | Ari Huusela             | Finlande                      | 25e                          | 2020     | 2020     |
| 1                        | Kevin Escoffier         | France                        | Ab                           | 2020     | 2020     |
| 1                        | Nicolas Troussel        | France                        | Ab                           | 2020     | 2020     |
| 1                        | Antoine Cornic          | France                        | 28e                          | 2024     | 2024     |
| 1                        | Violette Dorange        | France                        | 25e                          | 2024     | 2024     |
| 1                        | Louis Duc               | France                        | 26e                          | 2024     | 2024     |
| 1                        | Benjamin Ferré          | France                        | 16e                          | 2024     | 2024     |
| 1                        | Sam Goodchild           | Royaume-Uni                   | 9e                           | 2024     | 2024     |
| 1                        | Oliver Heer             | Suisse                        | 29e                          | 2024     | 2024     |
| 1                        | Tanguy Le Turquais      | France                        | 17e                          | 2024     | 2024     |
| 1                        | Nicolas Lunven          | France                        | 6e                           | 2024     | 2024     |
| 1                        | Sébastien Marsset       | France                        | 27e                          | 2024     | 2024     |
| 1                        | Justine Mettraux        | Suisse                        | 8e                           | 2024     | 2024     |
| 1                        | Yoann Richomme          | France                        | 2e                           | 2024     | 2024     |
| 1                        | Guirec Soudée           | France                        | 23e                          | 2024     | 2024     |
| 1                        | Denis Van Weynbergh     | Belgique                      | HD                           | 2024     | 2024     |
| 1                        | Szabolcs Weöres         | Hongrie                       | Ab                           | 2024     | 2024     |
| 1                        | Jingkun Xu              | Chine                         | 30e                          | 2024     | 2024     |

### Record de courses terminées
Cent marins ont terminé au moins un Vendée Globe ; ils sont trente-quatre a en avoir terminé au moins deux.
Jean Le Cam détient le record du nombre de courses terminées, avec cinq Vendée Globe.
| Nombre de courses terminées | Nom                     | Nationalité                   | Classements             | Première | Dernière |
| --------------------------- | ----------------------- | ----------------------------- | ----------------------- | -------- | -------- |
| 5                           | Jean Le Cam             | France                        | 2e - 5e - 6e - 4e - 20e | 2005     | 2025     |
| 4                           | Arnaud Boissières       | France                        | 7e - 8e - 10e - 15e     | 2009     | 2021     |
| 3                           | Mike Golding            | Royaume-Uni                   | 7e - 3e - 6e            | 2001     | 2013     |
| 3                           | Dominique Wavre         | Suisse                        | 5e - 4e - 7e            | 2001     | 2013     |
| 3                           | Jean-Pierre Dick        | France                        | 6e - 4e - 4e            | 2005     | 2017     |
| 3                           | Armel Le Cléac'h        | France                        | 2e - 2e - 1er           | 2009     | 2017     |
| 3                           | Romain Attanasio        | France                        | 15e - 14e - 14e         | 2017     | 2025     |
| 3                           | Jérémie Beyou           | France                        | 3e - 13e - 4e           | 2017     | 2025     |
| 3                           | Alan Roura              | Suisse                        | 12e - 17e - 18e         | 2017     | 2025     |
| 2                           | Alain Gautier           | France                        | 6e - 1er                | 1990     | 1993     |
| 2                           | Jean-Luc Van Den Heede  | France                        | 3e - 2e                 | 1990     | 1993     |
| 2                           | Yves Parlier            | France                        | 4e - 13e                | 1993     | 2001     |
| 2                           | Marc Thiercelin         | France                        | 2e - 4e                 | 1997     | 2001     |
| 2                           | Joé Seeten              | France                        | 10e - 8e                | 2001     | 2005     |
| 2                           | Michel Desjoyeaux       | France                        | 1er - 1er               | 2001     | 2009     |
| 2                           | Raphaël Dinelli         | France                        | 12e - 10e               | 2005     | 2009     |
| 2                           | Vincent Riou            | France                        | 1er - 3e                | 2005     | 2009     |
| 2                           | Nándor Fa               | Hongrie                       | 5e - 8e                 | 1993     | 2017     |
| 2                           | Rich Wilson             | États-Unis                    | 9e - 13e                | 2009     | 2017     |
| 2                           | Alex Thomson            | Royaume-Uni                   | 3e - 2e                 | 2013     | 2017     |
| 2                           | Louis Burton            | France                        | 7e - 3e                 | 2017     | 2021     |
| 2                           | Didac Costa             | Espagne                       | 14e - 20e               | 2017     | 2021     |
| 2                           | Samantha Davies         | Royaume-Uni                   | 4e - 13e                | 2009     | 2025     |
| 2                           | Conrad Colman           | Nouvelle-Zélande / États-Unis | 16e - 21e               | 2017     | 2025     |
| 2                           | Charlie Dalin           | France                        | 2e - 1er                | 2021     | 2025     |
| 2                           | Thomas Ruyant           | France                        | 6e - 7e                 | 2021     | 2025     |
| 2                           | Clarisse Crémer         | France                        | 12e - 11e               | 2021     | 2025     |
| 2                           | Benjamin Dutreux        | France                        | 9e - 10e                | 2021     | 2025     |
| 2                           | Boris Herrmann          | Allemagne                     | 5e - 12e                | 2021     | 2025     |
| 2                           | Damien Seguin           | France                        | 7e - 15e                | 2021     | 2025     |
| 2                           | Giancarlo Pedote        | Italie                        | 8e - 22e                | 2021     | 2025     |
| 2                           | Kojiro Shiraishi        | Japon                         | 16e - 24e               | 2021     | 2025     |
| 2                           | Manuel Cousin           | France                        | 23e - 31e               | 2021     | 2025     |
| 2                           | Fabrice Amedeo          | France                        | 11e - 32e               | 2017     | 2025     |
| 1                           | Titouan Lamazou         | France                        | 1er                     | 1990     | 1990     |
| 1                           | Loïck Peyron            | France                        | 2e                      | 1990     | 1990     |
| 1                           | Philippe Jeantot        | France                        | 4e                      | 1990     | 1990     |
| 1                           | Pierre Follenfant       | France                        | 5e                      | 1990     | 1990     |
| 1                           | Jean-François Coste     | France                        | 7e                      | 1990     | 1990     |
| 1                           | Philippe Poupon         | France                        | 3e                      | 1993     | 1993     |
| 1                           | José de Ugarte          | Espagne                       | 6e                      | 1993     | 1993     |
| 1                           | Jean-Yves Hasselin      | France                        | 7e                      | 1993     | 1993     |
| 1                           | Christophe Auguin       | France                        | 1er                     | 1997     | 1997     |
| 1                           | Hervé Laurent           | France                        | 3e                      | 1997     | 1997     |
| 1                           | Éric Dumont             | France                        | 4e                      | 1997     | 1997     |
| 1                           | Pete Goss               | Royaume-Uni                   | 5e                      | 1997     | 1997     |
| 1                           | Catherine Chabaud       | France                        | 6e                      | 1997     | 1997     |
| 1                           | Ellen MacArthur         | Royaume-Uni                   | 2e                      | 2001     | 2001     |
| 1                           | Roland Jourdain         | France                        | 3e                      | 2001     | 2001     |
| 1                           | Thomas Coville          | France                        | 6e                      | 2001     | 2001     |
| 1                           | Bernard Gallay          | France                        | 8e                      | 2001     | 2001     |
| 1                           | Josh Hall               | France                        | 9e                      | 2001     | 2001     |
| 1                           | Patrice Carpentier      | France / Suisse               | 11e                     | 2001     | 2001     |
| 1                           | Simone Bianchetti       | Italie                        | 12e                     | 2001     | 2001     |
| 1                           | Didier Munduteguy       | France                        | 14e                     | 2001     | 2001     |
| 1                           | Pasquale de Gregorio    | Italie                        | 15e                     | 2001     | 2001     |
| 1                           | Sébastien Josse         | France                        | 5e                      | 2005     | 2005     |
| 1                           | Conrad Humphreys        | Royaume-Uni                   | 7e                      | 2005     | 2005     |
| 1                           | Bruce Schwab            | États-Unis                    | 9e                      | 2005     | 2005     |
| 1                           | Benoît Parnaudeau       | France                        | 10e                     | 2005     | 2005     |
| 1                           | Anne Liardet            | France                        | 11e                     | 2005     | 2005     |
| 1                           | Karen Leibovici         | France                        | 13e                     | 2005     | 2005     |
| 1                           | Marc Guillemot          | France                        | 3e                      | 2009     | 2009     |
| 1                           | Brian Thompson          | Royaume-Uni                   | 5e                      | 2009     | 2009     |
| 1                           | Dee Caffari             | Royaume-Uni                   | 6e                      | 2009     | 2009     |
| 1                           | Steve White             | États-Unis                    | 8e                      | 2009     | 2009     |
| 1                           | Norbert Sedlacek        | Autriche                      | 11e                     | 2009     | 2009     |
| 1                           | François Gabart         | France                        | 1er                     | 2013     | 2013     |
| 1                           | Bertrand de Broc        | France                        | 9e                      | 2013     | 2013     |
| 1                           | Tanguy de Lamotte       | France                        | 10e                     | 2013     | 2013     |
| 1                           | Alessandro Di Benedetto | France / Italie               | 11e                     | 2013     | 2013     |
| 1                           | Yann Éliès              | France                        | 5e                      | 2017     | 2017     |
| 1                           | Éric Bellion            | France                        | 9e                      | 2017     | 2017     |
| 1                           | Pieter Heerema          | Pays-Bas                      | 17e                     | 2017     | 2017     |
| 1                           | Sébastien Destremau     | France                        | 18e                     | 2017     | 2017     |
| 1                           | Yannick Bestaven        | France                        | 1er                     | 2021     | 2021     |
| 1                           | Maxime Sorel            | France                        | 10e                     | 2021     | 2021     |
| 1                           | Armel Tripon            | France                        | 11e                     | 2021     | 2021     |
| 1                           | Stéphane Le Diraison    | France                        | 18e                     | 2021     | 2021     |
| 1                           | Pip Hare                | Royaume-Uni                   | 19e                     | 2021     | 2021     |
| 1                           | Clément Giraud          | France                        | 21e                     | 2021     | 2021     |
| 1                           | Miranda Merron          | France                        | 22e                     | 2021     | 2021     |
| 1                           | Alexia Barrier          | France                        | 24e                     | 2021     | 2021     |
| 1                           | Ari Huusela             | Finlande                      | 25e                     | 2021     | 2021     |
| 1                           | Yoann Richomme          | France                        | 2e                      | 2025     | 2025     |
| 1                           | Sébastien Simon         | France                        | 3e                      | 2025     | 2025     |
| 1                           | Paul Meilhat            | France                        | 5e                      | 2025     | 2025     |
| 1                           | Nicolas Lunven          | France                        | 6e                      | 2025     | 2025     |
| 1                           | Justine Mettraux        | Suisse                        | 8e                      | 2025     | 2025     |
| 1                           | Sam Goodchild           | Royaume-Uni                   | 9e                      | 2025     | 2025     |
| 1                           | Benjamin Ferré          | France                        | 16e                     | 2025     | 2025     |
| 1                           | Tanguy Le Turquais      | France                        | 17e                     | 2025     | 2025     |
| 1                           | Isabelle Joschke        | France                        | 19e                     | 2025     | 2025     |
| 1                           | Guirec Soudée           | France                        | 23e                     | 2025     | 2025     |
| 1                           | Violette Dorange        | France                        | 25e                     | 2025     | 2025     |
| 1                           | Louis Duc               | France                        | 26e                     | 2025     | 2025     |
| 1                           | Sébastien Marsset       | France                        | 27e                     | 2025     | 2025     |
| 1                           | Antoine Cornic          | France                        | 28e                     | 2025     | 2025     |
| 1                           | Oliver Heer             | Suisse                        | 29e                     | 2025     | 2025     |
| 1                           | Jingkun Xu              | Chine                         | 30e                     | 2025     | 2025     |

## Historique des différentes éditions
Le départ est traditionnellement donné à 13 h 2, sauf quelques exceptions marginales.

### Vendée Globe 1989-1990
Le départ est donné le 26 novembre 1989 à 15 h 15 par Éric Tabarly.
Treize bateaux sont au départ, pour sept à l'arrivée (soit 54 %).
Le vainqueur, Titouan Lamazou, arrive aux Sables-d'Olonne le 15 mars 1990.
| Place | Nom du concurrent      | Nationalité | Nom du bateau           | Temps                  |
| ----- | ---------------------- | ----------- | ----------------------- | ---------------------- |
| 1     | Titouan Lamazou        | France      | Écureuil d'Aquitaine II | 109 j 08 h 48 min 50 s |
| 2     | Loïck Peyron           | France      | Lada Poch               | 110 j 01 h 18 min 06 s |
| 3     | Jean-Luc Van Den Heede | France      | 36.15 MET               | 112 j 01 h 14 min 00 s |
| 4     | Philippe Jeantot       | France      | Crédit Agricole IV      | 113 j 23 h 47 min 47 s |
| 5     | Pierre Follenfant      | France      | TBS-Charente Maritime   | 114 j 21 h 09 min 06 s |
| 6     | Alain Gautier          | France      | Generali Concorde       | 132 j 13 h 01 min 48 s |
| 7     | Jean-François Coste    | France      | Cacharel                | 163 j 01 h 19 min 20 s |

| Nom du concurrent  | Nationalité    | Nom du bateau         | Raison de l'abandon                | Lieu             |
| ------------------ | -------------- | --------------------- | ---------------------------------- | ---------------- |
| Patrice Carpentier | France         | Le Nouvel Observateur | avarie pilote automatique          | Malouines        |
| Mike Plant         | États-Unis     | Duracell              | reçoit assistance à l'île Campbell | Nouvelle-Zélande |
| Bertie Reed        | Afrique du Sud | Grinaker              | avarie de safran                   |                  |
| Jean-Yves Terlain  | France         | UAP                   | démâtage                           |                  |
| Philippe Poupon    | France         | Fleury Michon X       | pour cause de chavirage            |                  |
| Guy Bernardin      | France         | Okay                  | victime d'une rage de dents        |                  |

Événements marquants
- Le premier événement de cette première édition est le sauvetage de Philippe Poupon par Loïck Peyron qui a filmé toute la scène[95]. Couché par une vague, le bateau de Poupon était resté bloqué sur le flanc à 90 degrés. Loïck Peyron se détourne et vient à son secours, il prend le bateau en remorque et, après que Poupon eut largué le mât d'artimon, le voilier réussit à se redresser[96].
- Jean-Yves Terlain démâte au sud du Cap.
- Guy Bernardin est contraint d'abandonner à cause d'un problème dentaire.

### Vendée Globe 1992-1993
- Départ le 22 novembre 1992.
- Quinze bateaux inscrits mais 14 au départ : Mike Plant disparaît en mer en se rendant au départ depuis les États-Unis. Sept à l'arrivée (soit 50 %).
- Arrivée d'Alain Gautier aux Sables-d'Olonne le 12 mars 1993 à 16 h 24[97].

| Place | Nom du concurrent      | Nationalité | Nom du bateau        | Temps                  |
| ----- | ---------------------- | ----------- | -------------------- | ---------------------- |
| 1     | Alain Gautier          | France      | Bagages Superior     | 110 j 02 h 22 min 35 s |
| 2     | Jean-Luc Van Den Heede | France      | Groupe Sofap-Helvim  | 116 j 15 h 01 min 11 s |
| 3     | Philippe Poupon        | France      | Fleury Michon X      | 117 j 03 h 34 min 24 s |
| 4     | Yves Parlier           | France      | Cacolac d'Aquitaine  | 125 j 02 h 42 min 24 s |
| 5     | Nándor Fa              | Hongrie     | K&H Bank Matav       | 128 j 16 h 05 min 04 s |
| 6     | José de Ugarte         | Espagne     | Euskadi Europ 93 BBK | 134 j 05 h 04 min 00 s |
| 7     | Jean-Yves Hasselin     | France      | PRB/Solo Nantes      | 153 j 05 h 14 min 00 s |

| Nom du concurrent | Nationalité    | Nom du bateau                      | Raison de l'abandon                                 | Lieu                |
| ----------------- | -------------- | ---------------------------------- | --------------------------------------------------- | ------------------- |
| Bernard Gallay    | France/ Suisse | Vuarnet Watches                    | 2 escales problèmes pilote et structure du gréement |                     |
| Vittorio Malingri | Italie         | Everlast Neil Pryde Sails          | perte d'un safran                                   |                     |
| Bertrand de Broc  | France         | Groupe LG                          | problème de quille                                  | Nouvelle-Zélande    |
| Alan Wynne-Thomas | Royaume-Uni    | Cardiff Discovery                  | pour raison médicale                                | Hobart              |
| Loïck Peyron      | France         | Fujicolor III                      | pour délaminage                                     | Les Sables-d'Olonne |
| Thierry Arnaud    | France         | Maître CoQ - Le Monde informatique | pour manque de préparation                          | Les Sables-d'Olonne |
| Nigel Burgess     | Royaume-Uni    | Nigel Burgess Yachts               | retrouvé noyé                                       | golfe de Gascogne   |
| Mike Plant        | États-Unis     | Coyote                             | absent au départ                                    |                     |

- Événements marquants :
  - Mike Plant, de retour pour un deuxième tour, disparaît en mer alors qu'il ralliait les Sables-d'Olonne. La coque de son Coyote retourné est repérée le jour du départ.
  - La disparition de Nigel Burgess lors de la première nuit de la course au large du golfe de Gascogne[98].
  - Bertrand de Broc se recoud la langue à la suite d'une blessure.
  - Démâtage de Philippe Poupon le 11 mars, il terminera la course sous gréement de fortune.
- Autour de la course :
  - C'est la première fois qu'un voilier dessiné par le groupe Finot-Conq remporte le Vendée Globe, ce qui est également le cas lors des éditions 1996-1997, 2000-2001 et 2004-2005.

### Vendée Globe 1996-1997
- Départ le 3 novembre 1996.

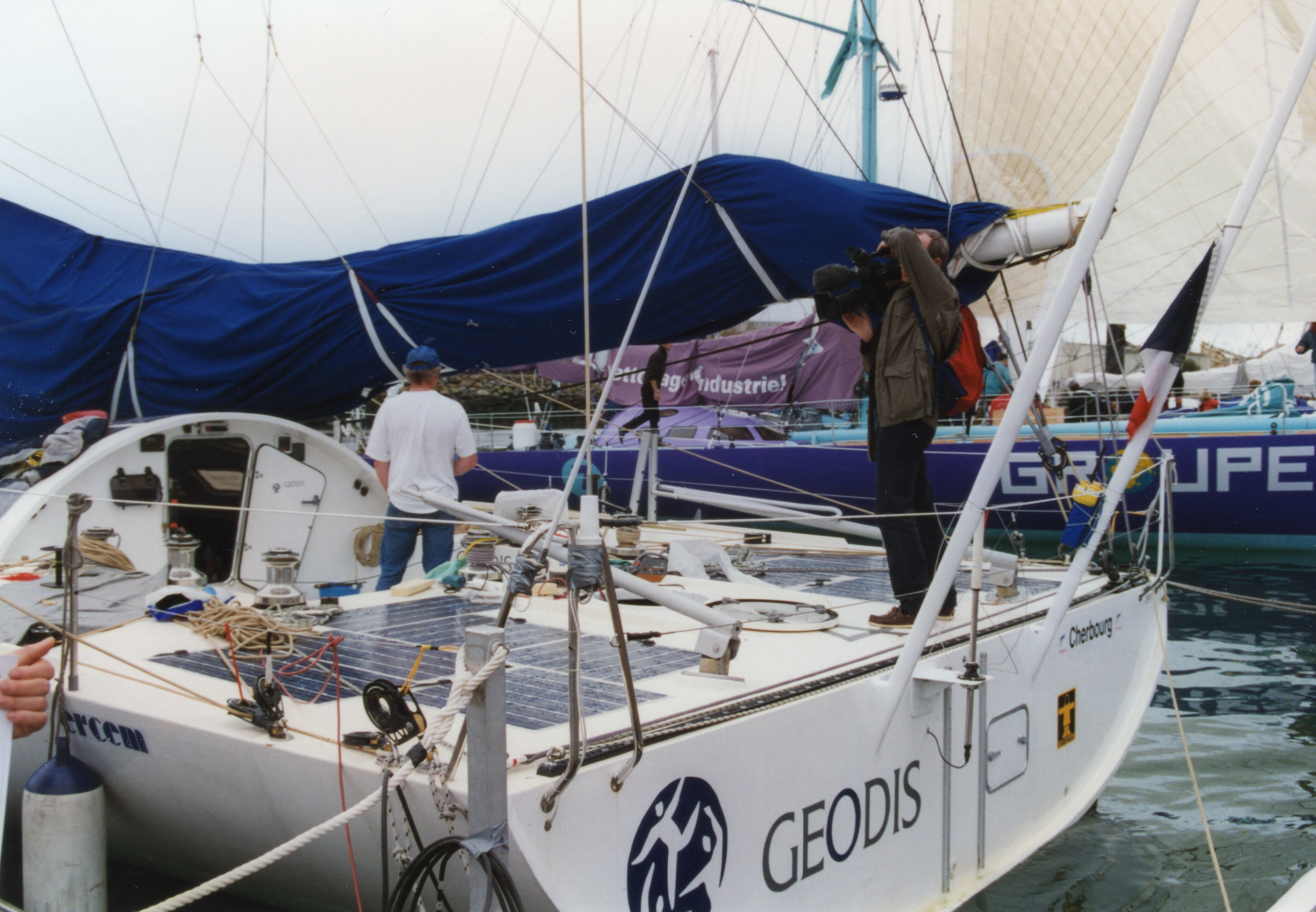
Geodis au départ du Vendée Globe 1996-1997.

- 15 bateaux au départ plus Raphaël Dinelli (Algimouss, en course mais non classé à cause d'une qualification tardive), 6 à l'arrivée (soit 40 %).
- Arrivée de Christophe Auguin aux Sables-d'Olonne le 17 février 1997.

| Place | Nom du concurrent | Nationalité | Nom du bateau               | Temps             |
| ----- | ----------------- | ----------- | --------------------------- | ----------------- |
| 1     | Christophe Auguin | France      | Geodis                      | 105 j 20 h 31 min |
| 2     | Marc Thiercelin   | France      | Crédit immobilier de France | 113 j 08 h 26 min |
| 3     | Hervé Laurent     | France      | Groupe LG-Traitmat          | 114 j 16 h 43 min |
| 4     | Éric Dumont       | France      | Café Legal-Le Goût          | 116 j 16 h 43 min |
| 5     | Pete Goss         | Royaume-Uni | Aqua Quorum                 | 126 j 21 h 25 min |
| 6     | Catherine Chabaud | France      | Whirlpool-Europe 2          | 140 j 04 h 38 min |

| Nom du concurrent   | Nationalité | Nom du bateau              | Raison de l'abandon          |
| ------------------- | ----------- | -------------------------- | ---------------------------- |
| Isabelle Autissier  | France      | PRB                        | safran cassé                 |
| Yves Parlier        | France      | Aquitaine Innovations      | safran cassé                 |
| Bertrand de Broc    | France      | Votre nom autour du monde  | chavirage                    |
| Tony Bullimore      | Royaume-Uni | Exide Challenger           | chavirage                    |
| Thierry Dubois      | France      | Pour Amnesty International | safran cassé, puis chavirage |
| Nándor Fa           | Hongrie     | Budapest                   | collision                    |
| Didier Munduteguy   | France      | Club 60e Sud               | démâtage                     |
| Patrick de Radiguès | Belgique    | Afibel                     | chavirage                    |
| Gerry Roufs         | Canada      | Groupe LG 2                | disparu en mer               |

- Événements marquants :
  - Naufrage de Raphaël Dinelli : le 25 décembre 1996, Algimouss chavire et perd son mât dans l'Océan Indien, au Sud de l'Australie. Le bateau, abîmé, se remplit progressivement d'eau et commence à couler. Raphaël Dinelli, debout sur le pont de son bateau, lutte 36 heures durant dans une eau à 3 degrés. L'anglais Pete Goss, concurrent le plus proche, se déroute et navigue contre le vent dans une mer épouvantable avant de récupérer Dinelli le 27 décembre.
  - Chavirage de Thierry Dubois et de Tony Bullimore : le dimanche 5 janvier 1997, Thierry Dubois et Tony Bullimore naviguent à 15 milles de distance par 52° S, 100° E, à 2 500 kilomètres au Sud de l'Australie, dans une mer énorme et 65 à 70 nœuds de vent[99]. La goélette Exide Challenger chavire et reste à l'envers ; son skipper, Tony Bullimore, actionne le signal de détresse de sa balise Argos et trouve refuge dans une poche d'air de son bateau, sans lumière ni vivres. Thierry Dubois, hors-course à la suite d'un arrêt technique en Afrique du Sud 15 jours auparavant, chavire également et démâte, mais le bateau parvient à se redresser ; il actionne alors sa balise en position « alerte ». Ce n'est que le lundi 6 janvier qu'Amnesty International est retourné par une vague et demeure à l'envers. Thierry Dubois sort de son bateau et est repéré par un avion de la marine australienne qui lui largue un radeau de survie, le sien n'ayant pas fonctionné. Le bateau de Bullimore est également repéré, sans signe de vie. Les deux navigateurs sont secourus le 9 janvier par la frégate Adelaïde qui les ramène à Fremantle[100].
  - Disparition de Gerry Roufs : le 7 janvier 1997, la balise Argos de Gerry Roufs, alors deuxième derrière Christophe Auguin, cesse d'émettre. Une terrible tempête fait rage sur le Pacifique (dernière position connue : 55° 01,3′ S, 124° 22,5′ O). Le dernier message de Gerry témoigne de la violence des éléments : « Les vagues ne sont plus des vagues, elles sont hautes comme les Alpes »[101]. Isabelle Autissier, hors-course après avoir été contrainte à faire escale au Cap pour réparer son safran endommagé, navigue dans la même zone. Les deux navigateurs échangent des messages de soutien, jusqu'à ce que Gerry Roufs cesse de répondre : « C'est la guerre... Mer énorme... Gerry introuvable... Je crains un chavirage pour Gerry... »[102]. Isabelle Autissier entame des recherches sur zone, et son bateau chavire à plusieurs reprises dans des vents atteignant 80 nœuds ; affaiblie, elle doit se résoudre à reprendre sa route après y avoir été autorisée par la direction de course. Cette décision lui sera reprochée par l'organisateur de la course, Philippe Jeantot[103]. Des cargos sont déroutés et Marc Thiercelin et Hervé Laurent quadrillent eux aussi la zone, sans succès. La coque retournée de Groupe LG 2 est retrouvée le 16 juillet 1997 et formellement identifiée le 29 août au large du Chili. Des morceaux de l'épave du voilier ont été retrouvés sur l'île Atalaya, située au sud du Chili.
- Autour de la course :
  - Yves Parlier sur Aquitaine Innovations est le premier navigateur à utiliser un mât-aile profilé sur un monocoque 60 pieds Open[104]. Cette innovation, inspirée des multicoques fera école et de nombreux 60 pieds IMOCA utilisent aujourd'hui ce type de mâts.
  - C'est également la première fois que les quilles pendulaires font leur apparition sur le Vendée Globe, PRB, le voilier d'Isabelle Autissier, et Geodis, de Christophe Auguin, étant les premiers à avoir expérimenté cette technologie.
  - Cette édition marque la suprématie des plans Finot-Conq puisque outre Geodis, le vainqueur, cinq voiliers issus du même cabinet prennent le départ : Crédit immobilier de France (2e), Café Legal-Le Goût (4e), PRB, Aquitaine Innovations (éliminés), et Groupe LG 2 (perdu en mer).
  - En terminant sixième, Catherine Chabaud devient la première femme à réaliser un tour du monde à la voile en solitaire, sans escale et sans assistance en course.
  - À la suite de cette édition endeuillée, de nouvelles règles de sécurité seront progressivement adoptées. Les appendices du bateau (quille, safrans) ainsi qu'une partie de la coque devront être peints de couleur fluorescente. Les bateaux devront êtes capables de se redresser après un chavirage (en basculant la quille latéralement). Enfin, des marques de parcours puis une zone d'exclusion (définie à l'aide de satellites d'observation) seront instaurées afin d'éviter que les concurrents atteignent des latitudes trop dangereuses. L'officier du Cross déclare à propos d'Isabelle Autissier, Hervé Laurent et Marc Thiercelin, sollicités pour porter assistance à Gerry Roufs : « On les déroute sur une zone en sachant les conditions apocalyptiques qu'ils vont rencontrer ». Marc Thiercelin : « Je suis stressé, je ne dors presque plus, je suis fatigué et inquiet... C'est très dangereux , il y a de la brume et beaucoup d'icebergs. La mer est la plus forte, c'est très dur ici, trop dur... » L'édition 1996-1997 du Vendée Globe est la dernière dont le parcours consistait simplement à laisser les trois caps à bâbord.

### Vendée Globe 2000-2001
- Départ le 9 novembre 2000 après un report de quatre jours dû au mauvais temps.
- Arrivée de Michel Desjoyeaux aux Sables-d'Olonne le 10 février 2001.
- La course se clôt avec l'arrivée de Pasquale de Gregorio 15e, près de 65 jours plus tard, le 16 avril 2001.
- 24 bateaux au départ, 15 à l'arrivée (soit 62 %).

| Place | Nom du concurrent    | Nationalité    | Nom du bateau                         | Temps             |
| ----- | -------------------- | -------------- | ------------------------------------- | ----------------- |
| 1     | Michel Desjoyeaux    | France         | PRB                                   | 093 j 03 h 57 min |
| 2     | Ellen MacArthur      | Royaume-Uni    | Kingfisher                            | 094 j 04 h 25 min |
| 3     | Roland Jourdain      | France         | Sill Matines La potagère              | 096 j 01 h 02 min |
| 4     | Marc Thiercelin      | France         | Active Wear                           | 102 j 20 h 37 min |
| 5     | Dominique Wavre      | Suisse         | Union bancaire privée                 | 105 j 02 h 45 min |
| 6     | Thomas Coville       | France         | Sodebo                                | 105 j 07 h 24 min |
| 7     | Mike Golding         | Royaume-Uni    | Team Group 4                          | 110 j 16 h 22 min |
| 8     | Bernard Gallay       | France/ Suisse | Voila.fr                              | 111 j 16 h 07 min |
| 9     | Josh Hall            | Royaume-Uni    | Gartmore                              | 111 j 19 h 48 min |
| 10    | Joé Seeten           | France         | Nord-pas-de-Calais/chocolats du Monde | 115 j 16 h 46 min |
| 11    | Patrice Carpentier   | France         | VM Matériaux                          | 116 j 00 h 32 min |
| 12    | Simone Bianchetti    | Italie         | Aquarelle.com                         | 121 j 01 h 28 min |
| 13    | Yves Parlier         | France         | Aquitaine Innovations                 | 126 j 23 h 36 min |
| 14    | Didier Munduteguy    | France         | DDP/60e Sud                           | 135 j 15 h 17 min |
| 15    | Pasquale de Gregorio | Italie         | Wind Telecommunicazioni               | 158 j 02 h 37 min |

| Nom du concurrent   | Nationalité | Nom du bateau                                  | Raison de l'abandon                |
| ------------------- | ----------- | ---------------------------------------------- | ---------------------------------- |
| Catherine Chabaud   | France      | Whirlpool                                      | démâtage                           |
| Thierry Dubois      | France      | Solidaires                                     | problèmes électroniques            |
| Raphaël Dinelli     | France      | Sogal Extenso                                  | avarie de safran                   |
| Fyodor Konyukhov    | Russie      | Modern Unervisity For The Humanities           | abandon                            |
| Javier Sansó        | Espagne     | Old Spice                                      | abandon                            |
| Éric Dumont         | France      | Euroka Services                                | avarie de safran                   |
| Richard Tolkien     | Royaume-Uni | This Time - Argos - Help For Autistic Children | avarie de gréement                 |
| Bernard Stamm       | Suisse      | Armor-Lux/foies Gras                           | avarie barre et pilote automatique |
| Patrick de Radiguès | Belgique    | Libre Belgique                                 | échouage côtes portugaises         |

- Événement marquant :
  - Yves Parlier, dans le trio de tête au passage de la Nouvelle-Zélande, casse son mât. Il est obligé de s'arrêter une dizaine de jours pour réparer, seul, son bateau et terminera la course sous gréement de fortune, arrivant 33 jours après le vainqueur.

### Vendée Globe 2004-2005
- Départ le 7 novembre 2004.
- Arrivée de Vincent Riou aux Sables-d'Olonne le 2 février 2005 à 22 h 49[25].
- La course se clôt avec l'arrivée de Karen Leibovici 13e, 38 jours et 22 heures plus tard, le 13 mars 2005.
- 20 bateaux au départ, 13 à l'arrivée (soit 65 %).

| Place | Nom du concurrent | Nationalité | Nom du bateau             | Temps                  |
| ----- | ----------------- | ----------- | ------------------------- | ---------------------- |
| 1     | Vincent Riou      | France      | PRB                       | 087 j 10 h 47 min 55 s |
| 2     | Jean Le Cam       | France      | Bonduelle                 | 087 j 17 h 20 min 08 s |
| 3     | Mike Golding      | Royaume-Uni | Ecover                    | 088 j 15 h 15 min 13 s |
| 4     | Dominique Wavre   | Suisse      | Temenos                   | 092 j 17 h 13 min 20 s |
| 5     | Sébastien Josse   | France      | VMI                       | 093 j 00 h 02 min 10 s |
| 6     | Jean-Pierre Dick  | France      | Virbac-Paprec             | 098 j 03 h 49 min 38 s |
| 7     | Conrad Humphreys  | Royaume-Uni | Hellomoto                 | 104 j 14 h 32 min 24 s |
| 8     | Joe Seeten        | France      | Arcelor-Dunkerque         | 104 j 23 h 02 min 45 s |
| 9     | Bruce Schwab      | États-Unis  | Ocean Planet              | 109 j 19 h 58 min 57 s |
| 10    | Benoît Parnaudeau | France      | Max Havelaar/Best Western | 116 j 01 h 06 min 54 s |
| 11    | Anne Liardet      | France      | Roxy                      | 119 j 05 h 28 min 40 s |
| 12    | Raphaël Dinelli   | France      | Akena Verandas            | 125 j 04 h 07 min 14 s |
| 13    | Karen Leibovici   | France      | Benefic                   | 126 j 08 h 02 min 20 s |

| Nom du concurrent  | Nationalité | Nom du bateau  | Raison de l'abandon       | Lieu                                |
| ------------------ | ----------- | -------------- | ------------------------- | ----------------------------------- |
| Alex Thomson       | Royaume-Uni | Hugo Boss      | Fixation de bôme arrachée | Cap de Bonne-Espérance              |
| Marc Thiercelin    | France      | Pro Form       | Avarie de mât             | Nouvelle-Zélande                    |
| Roland Jourdain    | France      | Sill et Veolia | Fixation de quille fendue | Sud de l'Australie                  |
| Norbert Sedlacek   | Autriche    | Brother        | Fixation de quille cassée | Cap de Bonne-Espérance              |
| Patrice Carpentier | France      | VM Matériaux   | Bôme cassé                |                                     |
| Nick Moloney       | Australie   | Skandia        | Fixation de quille cassée | Atlantique Sud (en fin de course)   |
| Hervé Laurent      | France      | UUDS           | Avarie de safran          | Atlantique Sud (en début de course) |

- Événements marquants :
  - Lors de la remontée de l'Atlantique vers les Sables-d'Olonne, Nick Moloney constate que la quille de son bateau, fragilisée par les conditions éprouvantes de l'océan Indien et du Pacifique Sud, est à la limite de la rupture. Il doit abandonner, et se déroute vers le Brésil, où il laisse son bateau en réparation. Plusieurs mois passent, puis il revient chercher son bateau réparé, reprend la mer seul à bord, et rejoint Les Sables-d'Olonne un an après en être parti, bouclant ainsi son tour du monde en solitaire.
  - À la suite d'un différend avec le propriétaire de son bateau, Charles Hedrich part sans rallier le port des Sables-d'Olonne[105]. Hors-course, il termine son tour du monde en 122 jours, sans escale.

### Vendée Globe 2008-2009
- Départ le 9 novembre 2008 à 13 h 02.
- Arrivée de Michel Desjoyeaux aux Sables-d'Olonne le 1er février 2009 à 16 h 11[23].
- La course se clôt avec l'arrivée de Norbert Sedlacek, 42 jours et 2 heures plus tard, le 15 mars 2009.
- 30 bateaux au départ, 11 à l'arrivée (soit 37 %).

| Place | Nom du concurrent | Nationalité | Nom du bateau         | Temps                                                                                |
| ----- | ----------------- | ----------- | --------------------- | ------------------------------------------------------------------------------------ |
| 1     | Michel Desjoyeaux | France      | Foncia                | 084 j 03 h 09 min 08 s                                                               |
| 2     | Armel Le Cléac’h  | France      | Brit Air              | 089 j 09 h 39 min 35 s                                                               |
| 3     | Marc Guillemot    | France      | Safran                | 095 j 03 h 19 min 36 s                                                               |
| 3     | Vincent Riou      | France      | PRB                   | Démâtage le 7 janvier après le sauvetage de Jean Le Cam, reclassement en 3e position |
| 4     | Samantha Davies   | Royaume-Uni | Roxy                  | 095 j 04 h 39 min 01 s                                                               |
| 5     | Brian Thompson    | Royaume-Uni | Bahrain Team Pindar   | 098 j 20 h 29 min 55 s                                                               |
| 6     | Dee Caffari       | Royaume-Uni | Aviva                 | 099 j 01 h 10 min 57 s                                                               |
| 7     | Arnaud Boissières | France      | Akena Vérandas        | 105 j 02 h 33 min 50 s                                                               |
| 8     | Steve White       | Royaume-Uni | Toe In The Water      | 109 j 00 h 36 min 55 s                                                               |
| 9     | Rich Wilson       | États-Unis  | Great American III    | 121 j 00 h 41 min 19 s                                                               |
| 10    | Raphaël Dinelli   | France      | Fondation Océan Vital | 125 j 02 h 32 min 34 s                                                               |
| 11    | Norbert Sedlacek  | Autriche    | Nauticsport Kapsch    | 126 j 05 h 31 min 56 s                                                               |

| Nom du concurrent      | Nationalité | Nom du bateau                   | Date        | Raison de l'arrêt                                    | Lieu                               |
| ---------------------- | ----------- | ------------------------------- | ----------- | ---------------------------------------------------- | ---------------------------------- |
| Yannick Bestaven       | France      | Aquarelle.com Charente Maritime | 11 novembre | Démâtage                                             | Golfe de Gascogne                  |
| Marc Thiercelin        | France      | DCNS                            | 11 novembre | Démâtage                                             | Golfe de Gascogne                  |
| Kito de Pavant         | France      | Groupe Bel                      | 11 novembre | Démâtage                                             | Golfe de Gascogne                  |
| Alex Thomson           | Royaume-Uni | Hugo Boss                       | 13 novembre | Bateau fissuré                                       | Golfe de Gascogne                  |
| Jérémie Beyou          | France      | Delta Dore                      | 26 novembre | Avaries de gréement                                  | Recife - Brésil                    |
| Unai Basurko           | Espagne     | Pakea Bizkaia                   | 7 décembre  | Rupture de la fixation de la boîte de safran tribord | Atlantique Sud                     |
| Dominique Wavre        | Suisse      | Temenos II                      | 14 décembre | Avarie de quille                                     | Kerguelen                          |
| Bernard Stamm          | Suisse      | Cheminées Poujoulat             | 15 décembre | Echouage                                             | Kerguelen                          |
| Loïck Peyron           | France      | Gitana Eighty                   | 15 décembre | En 3e position,démâtage le 10 décembre               | Océan Indien Nord des Kerguelen    |
| Jean-Baptiste Dejeanty | France      | Maisonneuve                     | 16 décembre | Problèmes techniques                                 | Océan Indien Ouest des Îles Crozet |
| Mike Golding           | Royaume-Uni | Ecover                          | 16 décembre | En 1re position, démâtage                            | Océan Indien Sud du cap Leeuwin    |
| Yann Éliès             | France      | Generali                        | 18 décembre | Fracture du fémur                                    | Océan Indien Sud du cap Leeuwin    |
| Derek Hatfield         | Canada      | Algimouss Spirit of Canada      | 29 décembre | Barres de flèches brisées                            | Océan Indien Sud de l'Australie    |
| Sébastien Josse        | France      | BT                              | 29 décembre | Multiples avaries                                    | Est de l'Australie                 |
| Jean-Pierre Dick       | France      | Virbac-Paprec                   | 1er janvier | Safran arraché                                       | Pacifique                          |
| Jonny Malbon           | Royaume-Uni | Artemis                         | 4 janvier   | Délaminage de Grand-voile                            | Sud de la Nouvelle-Zélande         |
| Jean Le Cam            | France      | VM Matériaux                    | 6 janvier   | Chavirage                                            | Ouest du cap Horn                  |
| Vincent Riou           | France      | PRB                             | janvier     | démâtage, reclassé en 3e position                    | Est du cap Horn                    |
| Roland Jourdain        | France      | Veolia Environnement            | 2 février   | En 2e position perte de la quille                    | Açores                             |

### Vendée Globe 2012-2013
- Le départ est donné le samedi 10 novembre 2012 aux Sables-d'Olonne.
- Le 27 janvier 2013, l'écart entre le vainqueur François Gabart et le deuxième Armel Le Cléac'h passe à 3h 17 min 12 s c'est le plus faible de l'histoire de la course en temps réel.
- le 22 février 2013, la course se conclut avec l'arrivée d'Alessandro Di Benedetto 11e, en 104 j 02 h 34 min 30 s, 26 jours et 17 minutes après François Gabart, ce qui constitue à la fois le plus faible écart entre le premier et le dernier, et le meilleur temps pour le dernier concurrent classé.
- 20 bateaux au départ, 11 à l’arrivée (soit 55 % des concurrents initiaux classés).

| Place | Nom du concurrent       | Nationalité      | Nom du bateau             | Temps                  |
| ----- | ----------------------- | ---------------- | ------------------------- | ---------------------- |
| 1     | François Gabart         | France           | Macif                     | 078 j 02 h 16 min 40 s |
| 2     | Armel Le Cléac’h        | France           | Banque populaire          | 078 j 05 h 33 min 52 s |
| 3     | Alex Thomson            | Royaume-Uni      | Hugo Boss                 | 080 j 19 h 23 min 43 s |
| 4     | Jean-Pierre Dick        | France           | Virbac-Paprec 3           | 086 j 03 h 03 min 40 s |
| 5     | Jean Le Cam             | France           | SynerCiel                 | 088 j 00 h 12 min 58 s |
| 6     | Mike Golding            | Royaume-Uni      | Gamesa                    | 088 j 06 h 36 min 26 s |
| 7     | Dominique Wavre         | Suisse           | Mirabaud                  | 090 j 03 h 14 min 42 s |
| 8     | Arnaud Boissières       | France           | Akena Vérandas            | 091 j 02 h 09 min 02 s |
| 9     | Bertrand de Broc        | France           | Votre Nom autour du Monde | 092 j 17 h 10 min 14 s |
| 10    | Tanguy de Lamotte       | France           | Initiatives-Cœur          | 098 j 21 h 56 min 10 s |
| 11    | Alessandro Di Benedetto | France et Italie | Team Plastique            | 104 j 02 h 34 min 30 s |

| Nom du concurrent  | Nationalité | Nom du bateau           | Raison de l'abandon                             | Lieu                                                         |
| ------------------ | ----------- | ----------------------- | ----------------------------------------------- | ------------------------------------------------------------ |
| Marc Guillemot     | France      | Safran                  | Rupture de quille                               | 55 milles des Sables-d'Olonne (en début de course)           |
| Kito de Pavant     | France      | Groupe Bel              | Collision avec un chalutier                     | Au large du Portugal                                         |
| Louis Burton       | France      | Bureau Vallée           | Collision avec un chalutier                     | Atlantique Nord                                              |
| Samantha Davies    | Royaume-Uni | Savéol                  | Démâtage                                        | Ouest de Madère                                              |
| Jérémie Beyou      | France      | Maitre CoQ              | Vérin de quille                                 | 200 km au NW du Cap-Vert                                     |
| Zbigniew Gutkowski | Pologne     | Energa                  | Défaillances électroniques (pilote automatique) | Entre Madère et les Canaries                                 |
| Vincent Riou       | France      | PRB                     | Collision avec une bouée métallique à la dérive | À 500 milles de Salvador de Bahia (après 14 jours de course) |
| Bernard Stamm      | Suisse      | Cheminées Poujoulat     | Disqualification (aide extérieure)              | Près des Îles Aukland                                        |
| Javier Sansó       | Espagne     | Acciona 100% Ecopowered | Chavirage                                       | Remontée de l'Atlantique nord (sud des Açores)               |

### Vendée Globe 2016-2017
- Le départ est donné le 6 novembre 2016 aux Sables-d'Olonne[117].
- Arrivée d'Armel Le Cléac’h[118] aux Sables-d'Olonne le 19 janvier 2017 à 16 h 37 min 46 s (heure française).
- 50 jours et 9 heures plus tard, le 11 mars 2017, la course se conclut avec l'arrivée de Sébastien Destremau 18e.
- 29 bateaux au départ, 18 bateaux classés à l’arrivée (soit 62 %), 1 bateau arrivé non-classé.

| Place | Nom du concurrent   | Nationalité      | Nom du bateau                   | Temps                                           |
| ----- | ------------------- | ---------------- | ------------------------------- | ----------------------------------------------- |
| 1     | Armel Le Cléac’h    | France           | Banque Populaire VIII           | 074 j 03 h 35 min 46 s                          |
| 2     | Alex Thomson        | Royaume-Uni      | Hugo Boss                       | 074 j 19 h 35 min 15 s                          |
| 3     | Jérémie Beyou       | France           | Maître Coq                      | 078 j 06 h 38 min 40 s                          |
| 4     | Jean-Pierre Dick    | France           | StMichel-Virbac                 | 080 j 01 h 45 min 45 s                          |
| 5     | Yann Eliès          | France           | Quéguiner - Leucémie Espoir     | 080 j 03 h 11 min 09 s                          |
| 6     | Jean Le Cam         | France           | Finistère Mer Vent              | 080 j 04 h 41 min 54 s                          |
| 7     | Louis Burton        | France           | Bureau Vallée                   | 087 j 21 h 45 min 49 s                          |
| 8     | Nándor Fa           | Hongrie          | Spirit of Hungary               | 093 j 22 h 52 min 09 s                          |
| 9     | Éric Bellion        | France           | Comme un seul homme             | 099 j 04 h 56 min 20 s                          |
| 10    | Arnaud Boissières   | France           | La Mie câline                   | 102 j 20 h 24 min 09 s                          |
| 11    | Fabrice Amedeo      | France           | Newrest-Matmut                  | 103 j 21 h 01 min 00 s                          |
| 12    | Alan Roura          | Suisse           | Armor-Lux/foies Gras            | 105 j 20 h 10 min 32 s                          |
| 13    | Rich Wilson         | États-Unis       | Great American IV               | 107 j 00 h 48 min 18 s                          |
| 14    | Didac Costa         | Espagne          | One planet One ocean            | 108 j 19 h 50 min 45 s                          |
| 15    | Romain Attanasio    | France           | Famille Mary - Étamine du Lys   | 109 j 22 h 04 min 00 s                          |
| 16    | Conrad Colman       | Nouvelle-Zélande | 100 % Natural Energy            | 110 j 01 h 58 min 41 s                          |
| 17    | Pieter Heerema      | Pays-Bas         | No Way Back                     | 116 j 09 h 24 min 12 s                          |
| 18    | Sébastien Destremau | France           | TechnoFirst-FaceOcean           | 124 j 12 h 38 min 18 s                          |
| ---   | Enda O'Coineen      | France / Irlande | Le Souffle du Nord Team Ireland | 526 j 00 h 56 min 37 s (arrivée non officielle) |

| Nom du concurrent    | Nationalité | Nom du bateau                             | Raison de l'abandon                               | Lieu                                                   |
| -------------------- | ----------- | ----------------------------------------- | ------------------------------------------------- | ------------------------------------------------------ |
| Bertrand de Broc     | France      | MACSF                                     | Carénage endommagé                                | Ile de Fernando de Noronha                             |
| Vincent Riou         | France      | PRB                                       | Avarie de quille                                  | Atlantique Sud (après 15 jours de course)              |
| Morgan Lagravière    | France      | Safran II                                 | Avarie du safran                                  | Atlantique Sud (après 18 jours de course)              |
| Tanguy de Lamotte    | France      | Initiatives-Cœur                          | Casse tête de mât                                 | îles du Cap-Vert (Mindelo), retour aux Sables-d'Olonne |
| Kojiro Shiraishi     | Japon       | Spirit of Yukoh                           | Casse du mât                                      | Quelques milles avant le passage Bonne-Espérance       |
| Kito de Pavant       | France      | Bastide-Otio                              | Quille rompue et coque endommagée avec voie d'eau | 150 milles au Nord-Est des îles Crozet                 |
| Sébastien Josse      | France      | Edmond de Rothschild                      | Avarie majeure du foil bâbord                     | Sud de l'Australie                                     |
| Thomas Ruyant        | France      | Le Souffle du Nord pour Le Projet Imagine | Dégâts structurels importants                     | Bluff, Nouvelle-Zélande                                |
| Stéphane Le Diraison | France      | Compagnie du Lit-Boulogne Billancourt     | Démâtage                                          | Océan Indien, Sud Autralie                             |
| Paul Meilhat         | France      | SMA                                       | Vérin de quille fissuré                           | Point Nemo                                             |
| Enda O'Coineen       | Irlande     | Kilcullen Voyager - Team Ireland          | Démâtage                                          | Sud Nouvelle-Zélande                                   |

- Événements marquants :
  - Kito de Pavant doit abandonner son bateau au large des Kerguelen à la suite d'une sérieuse avarie de quille, il est recueilli par le Marion Dufresne, bateau ravitaillant les Terres australes et antarctiques françaises[123].
  - Fait inédit dans l'histoire de la course, 2 équipes concurrentes ayant dû abandonner en Nouvelle-Zélande se sont associées[124] pour reprendre la mer, et c'est le 1er avril 2018, 526 jours après le départ, qu'Enda O'Coineen à la barre de l'ancien bateau de Thomas Ruyant[125], rebaptisé après réparation Le Souffle du Nord Team Ireland, est arrivé aux Sables-d'Olonne, concluant son (re)tour du monde[126],[127].

### Vendée Globe 2020-2021
Le départ est donné le 8 novembre 2020 en baie des Sables-d'Olonne. 33 bateaux se présentent au départ.
Yannick Bestaven remporte l'édition 2020-2021, après 80 jours, 13 heures, 59 minutes et 46 secondes passées en mer, dont 10 h 15 de compensation, à l'arrivée d'une course où pour la première fois, les huit premiers marins bouclent la circumnavigation en 80 jours et coupent la ligne d'arrivée espacés de moins de 24 heures. Il termine sa course par un bord de plus de 900 nm (1 670 km) avant de passer la ligne d'arrivée sans manœuvre avec 2 h 3 min 1 s d'avance en temps compensé sur Charlie Dalin.
Vingt-sept bateaux sur les 33 engagés rejoignent Les Sables-d'Olonne, dont 25 officiellement en course (76 % des concurrents initiaux classés), c'est à la fois le record du nombre de bateau au départ, à l'arrivée et du plus faible taux d'abandon du Vendée Globe.
Les bateaux les plus modernes, dotés de foils, n'ont pas pu rivaliser avec le record d'Armel Le Cléac'h réalisé en 2016-2017 (74 j 03 h 35 min) du fait de systèmes météo compliqués et de mers difficiles, particulièrement durant la traversée du sud.
En terminant douzième en 87 j 02 h 24 min 25 s, Clarisse Crémer bat le record féminin détenu par Ellen MacArthur depuis 2001 en 94 j 4 h 25 min.
| Place | Nom du concurrent    | Nationalité      | Nom du bateau                    | Temps                  | Remarque ou Compensation accordée par le jury |
| ----- | -------------------- | ---------------- | -------------------------------- | ---------------------- | --------------------------------------------- |
| 1     | Yannick Bestaven     | France           | Maître CoQ IV                    | 080 j 03 h 44 min 46 s | 10 h 15 min                                   |
| 2     | Charlie Dalin        | France           | Apivia                           | 080 j 06 h 15 min 47 s | 1er sur la ligne d'arrivée Line honours (en)  |
| 3     | Louis Burton         | France           | Bureau Vallée 2                  | 080 j 10 h 25 min 12 s |                                               |
| 4     | Jean Le Cam          | France           | Yes we Cam!                      | 080 j 13 h 44 min 55 s | 16 h 15 min                                   |
| 5     | Boris Herrmann       | Allemagne        | Seaexplorer-Yacht Club De Monaco | 080 j 14 h 59 min 45 s | 6h                                            |
| 6     | Thomas Ruyant        | France           | LinkedOut                        | 080 j 15 h 22 min 01 s | (4e sur la ligne d'arrivée)                   |
| 7     | Damien Seguin        | France           | Groupe APICIL                    | 080 j 21 h 58 min 20 s |                                               |
| 8     | Giancarlo Pedote     | Italie           | Prysmian Group                   | 080 j 22 h 42 min 20 s |                                               |
| 9     | Benjamin Dutreux     | France           | OMIA - Water Family              | 081 j 19 h 45 min 20 s |                                               |
| 10    | Maxime Sorel         | France           | V And B Mayenne                  | 082 j 14 h 30 min 15 s |                                               |
| 11    | Armel Tripon         | France           | L'Occitane en Provence           | 084 j 17 h 07 min 50 s |                                               |
| 12    | Clarisse Crémer      | France           | Banque Populaire X               | 087 j 02 h 24 min 25 s |                                               |
| 13    | Jérémie Beyou        | France           | Charal                           | 089 j 18 h 55 min 58 s |                                               |
| 14    | Romain Attanasio     | France           | Pure - Best Western              | 090 j 02 h 46 min 02 s |                                               |
| 15    | Arnaud Boissières    | France           | La Mie Câline Artisans Artipole  | 094 j 18 h 36 min 06 s |                                               |
| 16    | Kōjirō Shiraishi     | Japon            | DMG Mori                         | 094 j 21 h 32 min 56 s |                                               |
| 17    | Alan Roura           | Suisse           | La Fabrique                      | 095 j 06 h 09 min 56 s |                                               |
| 18    | Stéphane Le Diraison | France           | Time For Oceans                  | 095 j 08 h 16 min 00 s |                                               |
| 19    | Pip Hare             | Royaume-Uni      | Medallia                         | 095 j 11 h 37 min 30 s |                                               |
| 20    | Didac Costa          | Espagne          | One Ocean One Planet             | 097 j 06 h 27 min 03 s |                                               |
| 21    | Clément Giraud       | France           | Compagnie du Lit Jiliti          | 099 j 20 h 08 min 31 s |                                               |
| 22    | Miranda Merron       | Royaume-Uni      | Campagne de France               | 101 j 08 h 56 min 51 s |                                               |
| 23    | Manuel Cousin        | France           | Groupe Setin                     | 103 j 18 h 15 min 40 s |                                               |
| 24    | Alexia Barrier       | France           | TSE - 4MyPlanet                  | 111 j 17 h 03 min 44s  |                                               |
| 25    | Ari Huusela          | Finlande         | Stark                            | 116 j 18 h 15 min 46 s |                                               |
| ---   | Isabelle Joschke     | France Allemagne | MACSF                            | -                      | arrivée hors course le 24 février 2021        |
| ---   | Samantha Davies      | Royaume-Uni      | Initiatives-Cœur                 | -                      | arrivée hors course le 26 février 2021        |

| Nom du concurrent    | Nationalité      | Nom du bateau            | Raison de l'abandon                                               | Lieu                                |
| -------------------- | ---------------- | ------------------------ | ----------------------------------------------------------------- | ----------------------------------- |
| Nicolas Troussel     | France           | Corum L'Épargne          | Démâtage                                                          | Ouest du cap Vert                   |
| Kevin Escoffier      | France           | PRB                      | Bateau coulé                                                      | Sud-ouest du cap de Bonne-Espérance |
| Alex Thomson         | Royaume-Uni      | Hugo Boss                | Avarie de safran après des problèmes structurels                  | Cap de Bonne-Espérance              |
| Sébastien Simon      | France           | Arkea-Paprec             | Avarie de foil et puits de foil à la suite d'un choc avec un OFNI | Cap de Bonne-Espérance              |
| Samantha Davies      | Royaume-Uni      | Initiatives-Cœur         | Avarie de quille à la suite d'un choc avec un OFNI                | Cap de Bonne-Espérance              |
| Fabrice Amédéo       | France           | Newrest - Art & Fenêtres | Double pannes informatiques                                       | Cap de Bonne-Espérance              |
| Isabelle Joschke     | France Allemagne | MACSF                    | Vérins de quille orientable                                       | Nord-est des Malouines              |
| Sébastien Destremeau | France Australie | Merci                    | Pannes multiples de barre et pilote                               | Sud-est de la Nouvelle-Zélande      |

- Événements marquants :
  - Abandon et sauvetage de Kevin Escoffier le 30 novembre, son bateau s'étant coupé en deux dans une déferlante et ayant sombré. Kevin est récupéré par le « roi Jean » (Jean Le Cam) au large du cap de Bonne-Espérance, avec la participation de quatre autres skippers. Les réparations accordées par le jury modifient profondément le placement à l'arrivée avec en particulier la victoire en temps compensé de Yannick Bestaven, avec le plus petit écart de l'histoire de la course entre le 1er et le 2e.
  - Abandon de Samantha Davies le 5 décembre et d'Isabelle Joschke le 9 janvier sur avaries de quille. Les deux navigatrices décident de tenter de terminer malgré tout leur tour du monde hors course. Isabelle Joschke repart de Salvador de Bahia le 5 février, alors que Samantha Davies croise devant les côtes brésiliennes, permettant aux deux navigatrices qui figuraient parmi les favorites, de naviguer de conserve. Elles parviennent toutes les deux à ramener leur IMOCA aux Sables-d'Olonne.

- Autour de la course : 
  - Cette édition est celle du centième skippeur à passer la ligne d'arrivée tous Vendée Globe confondus, il s'agit de Clarisse Crémer.

### Vendée Globe 2024-2025
Le départ est donné le 10 novembre 2024, avec quarante bateaux en lice.
| Place | Nom du concurrent | Nationalité | Nom du bateau          | Temps                 |
| ----- | ----------------- | ----------- | ---------------------- | --------------------- |
| 1     | Charlie Dalin     | France      | Macif santé prévoyance | 64 j 19 h 22 min 49 s |
| 2     | Yoann Richomme    | France      | Paprec Arkéa           | 65 j 18 h 10 min 02 s |
| 3     | Sébastien Simon   | France      | Groupe Dubreuil        | 67 j 12 h 25 min 37 s |

- Événements marquants :

- Autour de la course :

## Trophée

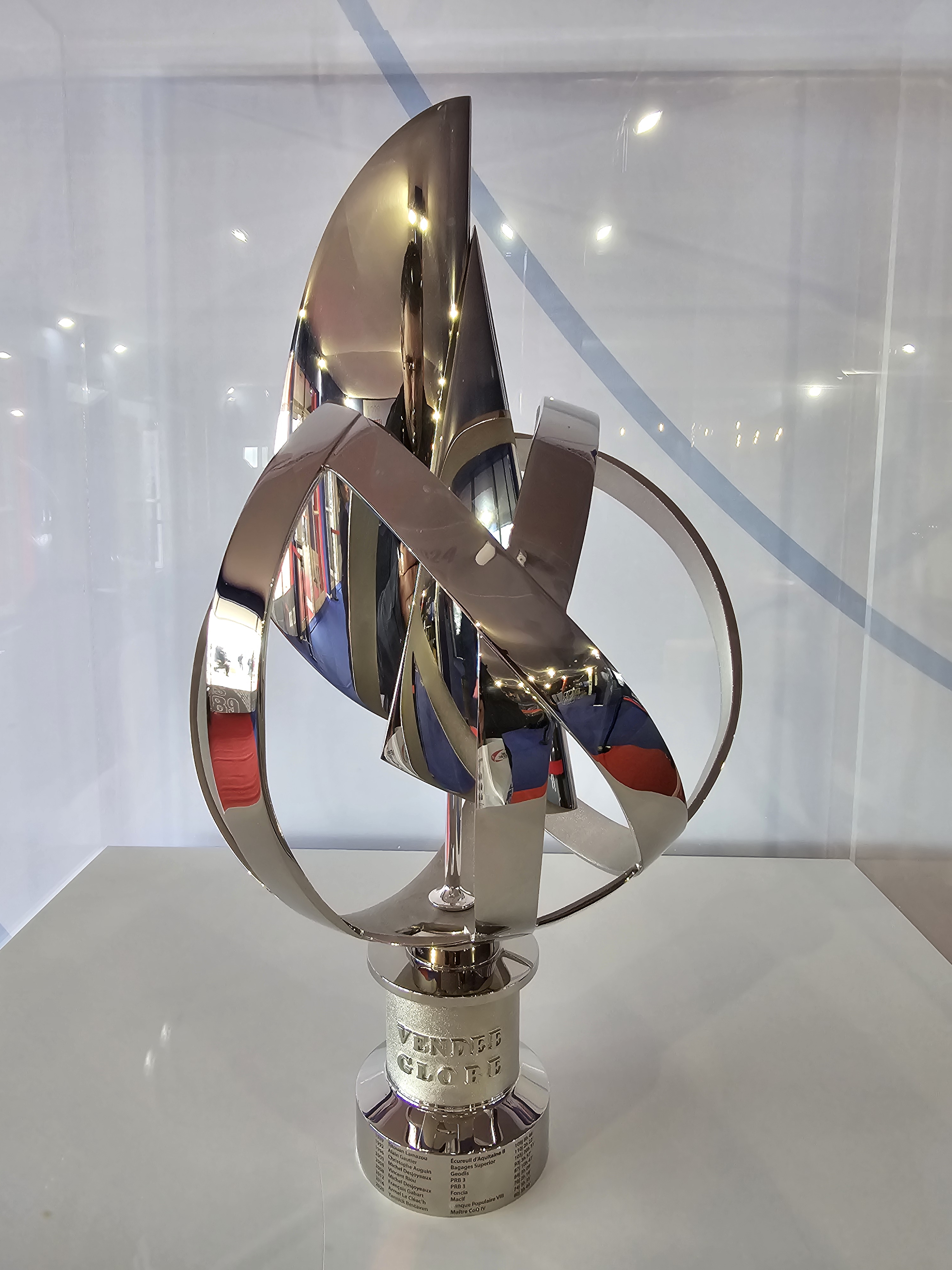
Trophée du Vendée Globe 2024-2025.

Le Trophée du Vendée Globe, de soixante centimètres de haut et trente de circonférence pour un poids de dix kilos, est une œuvre d'art en bronze argenté créée par Philippe Macheret en 2005. Edité par les Ateliers du Prisme, il est fabriqué par la Fonderie d'art Macheret, dans la Sarthe.
Composé d'un gréement imbriqué dans un globe terrestre stylisé, il repose sur un socle en forme de winch. Depuis l'arrivée en 2005 du Vendée Globe 2004, chaque vainqueur reçoit son trophée qu'il garde à vie. Tous les quatre ans, un nouveau est fondu sur le même modèle, encore en 2024.

## Au cinéma
La course sert de toile de fond au film En solitaire réalisé par Christophe Offenstein, sorti en 2013, avec François Cluzet dans le rôle d'un concurrent qui se retrouve avec un passager clandestin lors de l'épreuve.
Le téléfilm Seul, diffusé en 2024, avec Samuel Le Bihan dans le rôle de Yves Parlier, retrace l'épopée du navigateur après son dématage lors du Vendée Globe 2000.
En 2024 sort également La Vallée des fous de Xavier Beauvois avec Jean-Paul Rouve dont le personnage réalise son Vendée Globe sur Virtual Regatta depuis son bateau navigant virtuellement au fond de son jardin. « La vallée des fous » est le surnom donné par Olivier de Kersauson à Port-la-Forêt, le port d'attache de Michel Desjoyeaux et Jean Le Cam qui font une apparition dans le film. Le singe en peluche « Jean » qui accompagne Jean Le Cam sur son Vendée Globe 2024-2025 est la peluche « Jean » du film.